# تنکابن
تنکابن () یا شَهسَوار یکی از شهرهای استان مازندران در شمال ایران است. تنکابن مرکز شهرستان تنکابن بوده و این شهرستان پرجمعیت‌ترین شهرستان غرب مازندران محسوب می‌گردد.
این شهر مرکز فرمانداری ویژه تنکابن می‌باشد و از محصولات مهم شهر نیز می‌توان به انواع مرکبات، برنج، چای و گیاهان زینتی اشاره کرد و به همین دلیل این شهر به پایتخت مرکبات ایران مشهور است.
جمعیت کل شهرستان تنکابن بر اساس آخرین سرشماری در سال نود و پنج ۱۶۶٫۱۳۲ نفر بوده که تعداد ۵۵٫۴۳۴ نفر آن، جمعیت شهر تنکابن (شهسوار) است.
تنکابن در زمان قاجار مرکز منطقه محال ثلاث بود که در دوران پهلوی به نام شهسوار (به معنای شوالیه) معروف شد و بعد از انقلاب اسلامی، دوباره نام تنکابن را برایش نام گذاری نمودند.اولین قدم برای تأسیس شهرداری در این شهر به 98 سال پیش برمی‌گردد؛ وقتی اداره‌ای برای انجام امورات مردم منطقه دایر کردند و سپس در 1314 رسما شهرداری تنکابن متولد شد.اکنون هنوز هم بر سردر اصلی ساختمان تاریخی دوطبقه شهرداری تنکابن تابلویی با این عنوان و تاریخ نصب است و نشان می‌دهد ازجمله اولین شهرداری‌های کشور می باشد.
در حال حاضر بیشتر اهالی استان مازندران این شهر را با نام شهسوار می‌شناسند. سابقه و تمرکز شهرنشینی در این منطقه بیشتر مربوط به خرم‌آباد تنکابن بود اما در دوران رضاشاه شهر نوبنیاد شهسوار به‌عنوان مرکز «منطقه تنکابن» شناخته شد. پس از انقلاب ۵۷ نام منطقه یعنی تنکابن را بر روی خود شهر شهسوار هم گذاشتند.
در زمان قاجاریان، خرم‌آباد مرکزیت منطقه تنکابن و مرکز محال ثلاث در عصر حاکمیت خاندان خلعتبری بر این منطقه بوده است. در دوران زندیان، افشاریان، صفویان و در زمان الحاق منطقه تنکابن از رویان به دیلمستان این منطقه با نام دِیلَم‌خاصه شناخته می‌شد و مرکز آن «تنکابن» بود که در دورهٔ صفویان به نام فیض هم خوانده می‌شد ولی قبل از الحاق از رویان به دیلمستان، تمام این منطقه با نام تَنکابن شناخته می‌شد. پیشتر از آن، این منطقه و مرکز آن تَنکا نام داشت.
از جمله محله‌های این شهرستان را می‌توان
خرم‌آباد، چناربن، خوبانرزگاه، سلیمان‌آباد، زنگیشاه محله، کریم آباد، ولی آباد، نعمت‌آباد، سیاورز، تلاتری، گراکو، گلیجان، پسکلایه بزرگ و کوچک، رودکی، شیلات، لشگرک، لشتو، شیرود، زوار، جاده سه هزار، دوهزار، تمشکل، بلده، بلوار شیرودی، قلعه گردن، ساحل طلایی، خیابان کشاورز، خیابان فردوسی شرقی و فردوسی غربی اشاره کرد.
.
کریم‌آباد «بالاشهر» تنکابن است و جذابیت‌های مختلفی دارد؛ مثلا در ورودی همین بخش ساحل، ساختمان تاریخی با قدمت پهلوی وجود دارد که به «باغ آلمانی» مشهور است؛ البته این بنا مالک خصوصی دارد و هنوز به چرخه گردشگری افزوده نشده است؛ اما به‌قدری تأثیرگذار بوده که کافه ساحلی ورودی منطقه، «کافه‌باغ آلمانی» نامیده شده است.

## وجه تسمیه

### تنکابن و شهسوار
در زمان قاجار ناحیتی به نام تنکابن وجود داشت که این ناحیه تنکابن از لنگا تا سختسر امتداد داشت و مرکز تنکابن شهری به نام خرم آباد بود و از شهسوار به عنوان بندری در شمال تنکابن یاد شده است که در نزدیکی خرم آباد قرار داشت ولیکن پس از روی کار آمدن رضاشاه مرکز تنکابن از شهر خرم آباد به شهر شهسوار تغییر یافت و رضاشاه نام ناحیه تنکابن را نیز تغییر داد و در حقیقت نام یک روستا را روی یک ناحیه گذاشت و از آن پس کل ناحیه تنکابن شهسوار نامیده میشد و شهرستان تنکابن نیز به شهرستان شهسوار تغییر نام داد ولیکن پس از انقلاب نام شهرستان شهسوار به نام سابق خود یعنی شهرستان تنکابن تغییر یافت ولیکن نام شهر شهسوار که از ابتدا نیز شهسوار نامیده میشد به تنکابن تغییر نام یافت در حقیقت شهر تنکابن نام حقیقی اش شهسوار است ولیکن تنکابن نام شهرستان هست که مرکز آن شهسوار است همانطور که سوادکوه نام شهرستان است ولیکن پل سفید نام مرکز شهرستان سوادکوه است.
تغییر نام شهرستان ها و شهرها یکی از کارهای رضاشاه بوده برای مثال رضاشاه نام شهر استرآباد را به گرگان تغییر داد در حالی که گرگان نام شهری در نزدیکی شهر گنبد کاووس بود یا اینکه رضاشاه نام شهر بارفروش را به بابل و نام شهر مشهدسر را به بابلسر تغییر داد در حالی که نام بابل در حقیقت از نام رودخانه ای به نام بابلرود گرفته شده است.

### از دژ تنکا تا شهرستان تنکابن
تُنِکا شهری بزرگ و دژ مانند با حصار و روئی سخت و محکم در غرب طبرستان در ناحیه رویان بوده است. این شهر پس از کسب رونق و اشتهار، به ویژه در زمان ضعف حکومتگران علوی، مرکزیت سیاسی را که سال‌های طولانی به «رویان» اختصاص داشت را متعلق به خود کرد. حکام منطقه فرمان‌های خود را از دژ تنکا به نواحی اطراف جاری می‌ساختند. در سال ۵۶۰ قمری نیروهای رویان و دیلمان هم پیمان شدند و نزد ملک اردشیر رفتند، سپس اردشیر به ترتیب به آمل، کجور، کلار و تنکا لشگرکشی نموده و مردمان این ولایات را مطیع خود کرد. در سال ۷۸۹ قمری به دستور امرای گیلان به حدود «تنکا» حمله گردید، خانه‌ها را غارت کردند و قلعه را آتش زدند. چندی پس از نابودی قلعه تنکا شهری پایین‌تر از خرابه‌های شهر قدیمی ساخته شد به تنکابن یا به فارسی «پایین تنکا» موسوم گشت. کم‌کم این نام به تمام سرزمین‌هایی که حکام محلی را تشکیل می‌داد، تعمیم یافت. به‌طور کلی منطقهٔ تنکابن از قرن هفتم در زمان الحاق از رویان به دیلمستان (ناحیه‌ای مستقل بین طبرستان و گیلان) با نام دِیلَم‌خاصه شناخته می‌شد. این منطقه در زلزله سال ۸۸۹ قمری آسیب فراوان دید، به شکلی که بسیاری از عمارت‌های آن، از جمله قصر و حمام‌های آن، ویران شد و آنچه باقی ماند ترمیم شدنی نبود. مرکز دیلم خاصه در زمان حکومت صفویان، فیض یا تنکابن نام داشت و نقاط جلگه‌ای منطقه و پایین دست رودخانه، «شهسوار» خوانده می‌شد. این منطقه در دوران حکومت افشاریان و زندیان بیشتر با همان نام دیلم‌خاصه شناخته می‌گردید. پس از الحاق دوباره به طبرستان در زمان سلطنت قاجاریان، خرم‌آباد مرکز منطقه تنکابن و مرکز محال‌ثلاثه (تنکابن، کلارستاق، کجور) در عصر حاکمیت خاندان خلعتبری بر این منطقه بوده است. در دوران پهلوی شهر جدیدالتأسیس شهسوار مرکز این منطقه گردید. این نام پس از انقلاب اسلامی بار دیگر به تنکابن تغییر یافت.
طبق تقسیمات کشوری، منطقه تنکابن تا قبل از سال ۱۳۰۸ شمسی از شهرستان املش تا انتهای شهرستان نوشهر را در بر می‌گرفت. رودسر و املش در سال ۱۳۰۸ ش، چالوس و نوشهر در سال ۱۳۲۵ ش، رامسر در سال ۱۳۶۴ و عباس‌آباد در سال ۱۳۸۸ شمسی به ترتیب از منطقه تنکابن جدا شدند.

### تنکابن
در گذشته‌ای دور و در طول تاریخ غالب ذکر نام مناطق شمالی ایران، آمارد بوده است ولی ظاهراً نخستین بار در اواخر قرن هشتم ه‍. ش، مرعشی در کتاب تاریخ گیلان و دیلمستان از لفظ تنکابن برای این منطقه نام برده است. احتمالاً این نام از نام «قلعه تُنکا» گرفته شده است که اولیاء اللّه آملی در حدود سال ۷۲۴ خورشیدی آن را در کتاب تاریخ رویان ضبط کرده بود.
در زبان مازندرانی و بنابر کتاب سفرنامه مازندران و استرآباد، پسوند بُن به معنی «پایین» می‌باشد، که در اسامی مکان‌های زیادی در شمال کشور وجود دارد. در نتیجه تنکابن به معنی پایین تنکا یا زیر تنکا می‌باشد.
در مورد وجه تسمیه تنکابن نظریهٔ دیگری نیز بیان شده؛ تنکابن یا تنک آب بن یعنی جایی که جلگه ساحلی دریای کاسپین تنک می‌شود. در زبان مازندرانی «تنک» به معنی اندک و کم است. آن قسمت از ساحل دریا که اندک از بن کوه فاصله دارد به عبارت دیگر آن قسمت از ساحل دریا که با پهنای کمی از بن آب ظاهر شده است تنک آب بن یا تنکابن نامیده شده است. البته دلیل دیگری نیز برای فلسفه این نام بیان شده که به علت تابستان‌های شرجی و طاقت فرسا و همچنین زمستان تقریباً سرد منطقه و شرایط کشاورزی در این آب و هوا از واژه «تن کاه» به معنی کاهنده جسم و تن برای سختی تعبیر از تن کاه بن به تنکابن درآمده است.
به نوشته رابینو تنکابن به معنای «پایین تنکا» است که پس از آن و در دوران اسلامی دیلمستان یا دیلم خاصه نامیده شد.

### شهسوار
سلاطین صفوی برای تقویت قوای منطقه تنکابن جهت فتح نهایی گیلان و خاتمه دادن به اغتشاشات بین طوایف این حدود، به کوچ عشایر جنگجوی کرمانشاه به منطقهٔ تنکابن اقدام نمودند. از جمله ایل‌هایی که در زمان سلطنت شاه طهماسب اول به این منطقه کوچانده شدند، ایل کرد روزکی و ایل شهسواران روزکی بودند. ایل کرد روزکی به ریاست و ایلخانی شرف الدین علی بدلیسی در دو سوی شرق و غرب سخت‌سر و پیرامون آن و در پایین دست شمالی رودخانه مرزی (رود سرخانی) مستقر شدند تا جبهه کیاییان گیلان را از سوی شرق گیلان در فشار گذارند تا در صورت حمله ارتش قزلباش از طریق دره سفید رود به گیلان، پیروزی به‌دست آید. طایفه شهسواران ایل روزکی نیز در نقاط جلگه‌ای منطقهٔ تنکابن و مصب رودخانه مرزی (رودخانهٔ نمکاوه رود) سکونت یافتند تا مرزبان تنکابن در برابر تهاجمات ملوک رستمدار (کجور و کلارستاق) باشند. نام شهسوار نیز از آن دوران به این منطقه اطلاق گشت. در دوران پهلوی نیز شهر جدیدالتأسیس شهسوار[۱۳۰۴ شمسی] مرکز منطقه گردید که پس از انقلاب اسلامی به تنکابن تغییر نام پیدا کرد.

## پیشینیه

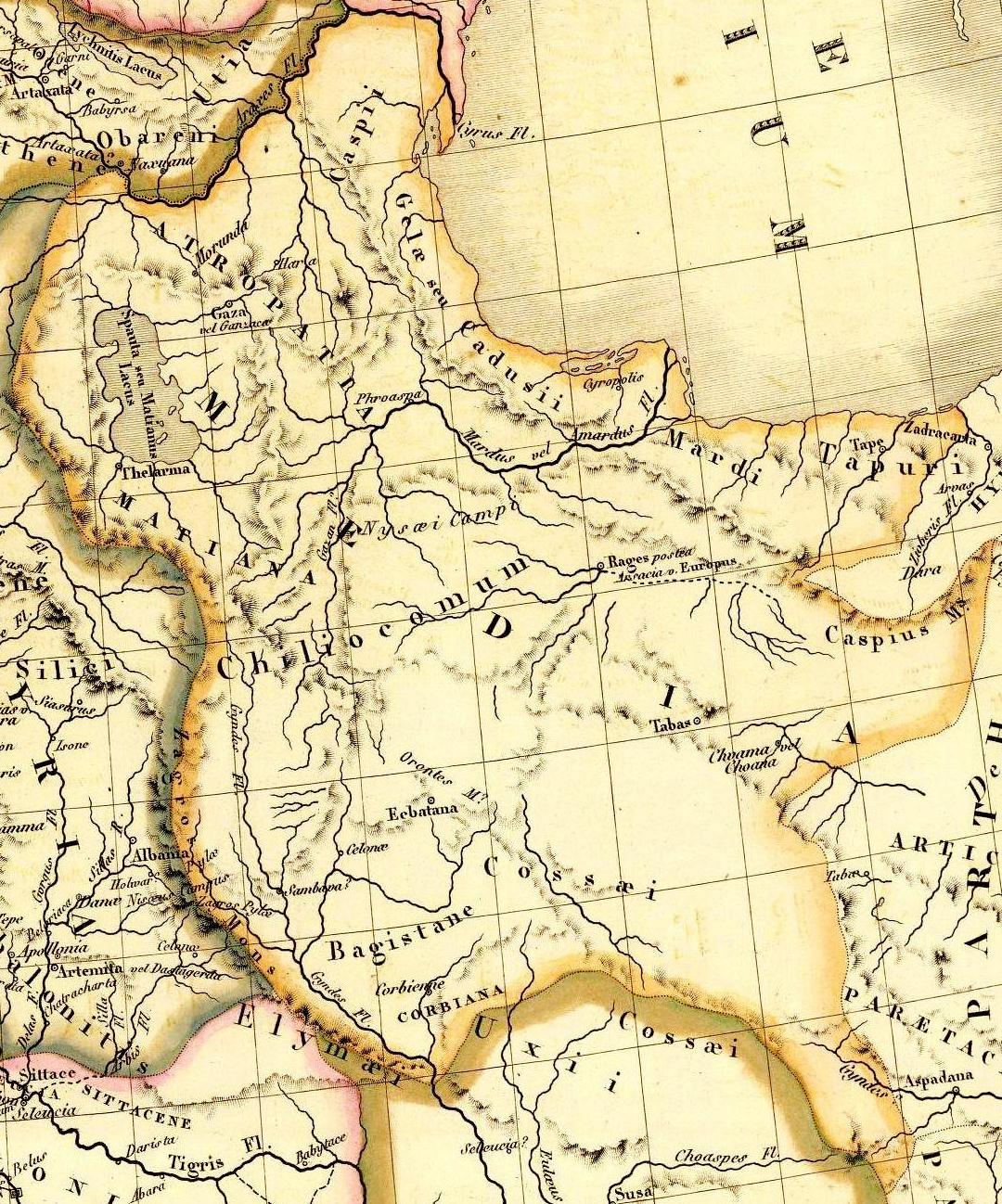
موقعیت قوم تپور و آمارد پیش از کوچ آمارد

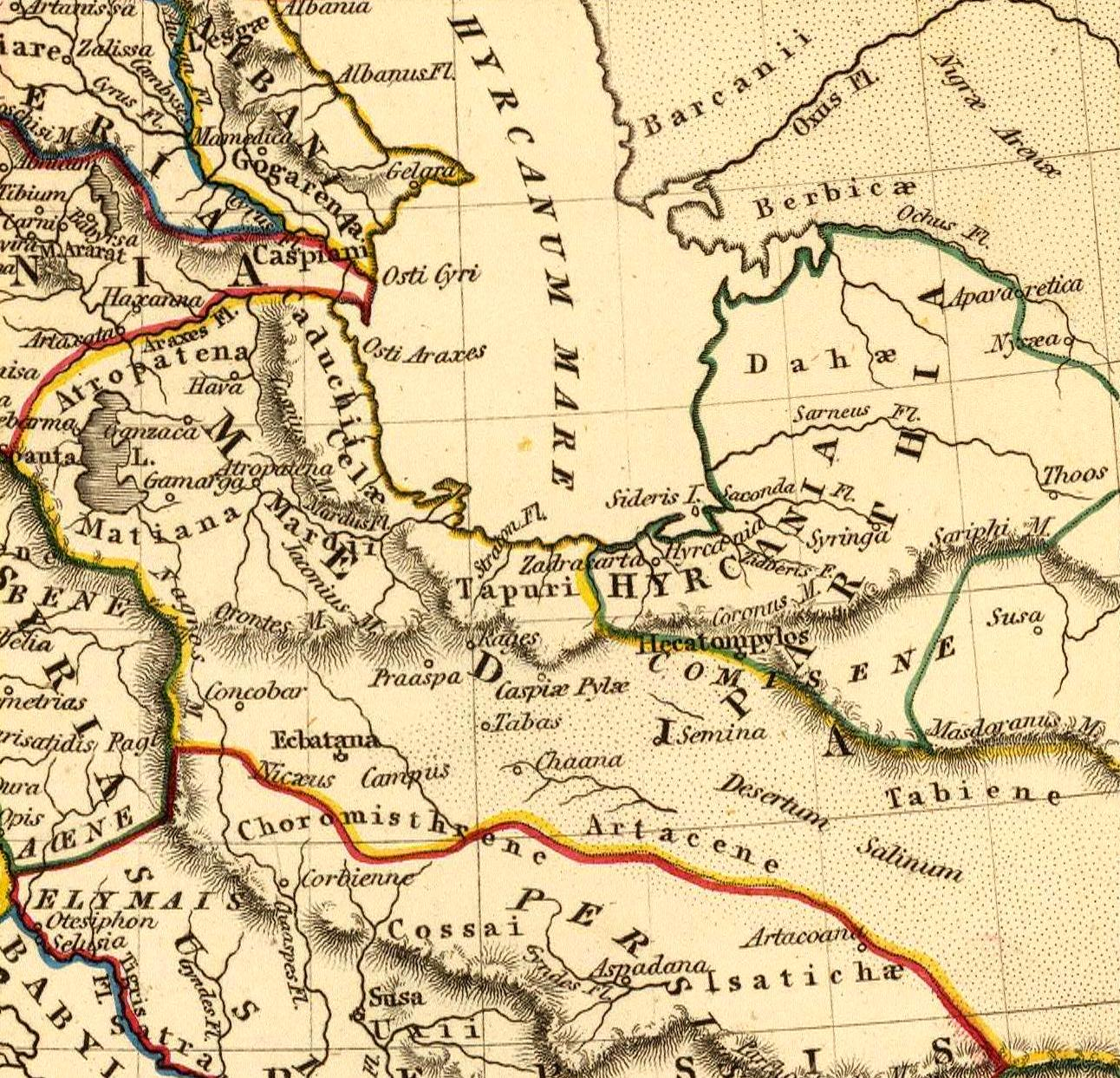
موقعیت قوم تپور و آمارد پس از کوچ آمارد

نقشه حدود طبرستان در دوران پس از اسلام

ساکنان قدیم دریای مازندران از غرب به شرق به ترتیب اقوام کادوسیان و آناریاکه و آمارد و تپورها بودند. سرزمینی که امروزه مازندران نامیده می‌شود پیش از اسلام با نام ساتراپ تپوری و تپورستان و پس از اسلام با نام تبرستان شناخته می‌شد که بر گرفته از نام قوم تپور یا تبری می‌باشد. تپوری‌ها قومی باستانی و از اقوام ایرانی‌تبار که در تپورستان جنوب دریای مازندران سکونت داشتند و تیره‌هایی از این قوم در نواحی همچون هیرکانیا، پارت، ماد وسکاستان و ارتفاعات شرقی البرز سکونت داشتند. به اعتقاد مورخان آماردها و تپور نخستین سکنه باستانی مازندران بودند و آماردها از آمل تا تنکابن و تپورها از آمل تا گرگان سکونت داشتند. در عصر هخامنشی در کرانه جنوبی دریای مازندران اقوام، تپوری، آمارد، آناریاکه و کادوسی سکونت داشتند. به گفته یحیی ذکا، در کتاب «کاروند کسروی»، آماردان یا ماردان، در زمان لشکرکشی اسکندر مقدونی به ایران، این تیره در مازندران نشیمن می‌داشتند، و آن هنگام هنوز تپوران به آنجا نیامده بودند ولی سپس، چنان‌که از گفته‌های استرابو پیداست، در آذربایجان و ارمنستان و پارس و دیگر جاها پراکنده شده‌اند. تپورها قومی گسترده پیش از آریایی‌ها بوده‌اند که به وسیلهٔ اقوام مهاجر ایرانی به نواحی کوهستانی عقب رانده شدند. محققین تپوری‌ها را از بومی‌های مازندران و نواحی آن از زمان قبل از آمدن آریان‌ها به ایران می‌دانند. مردمی که امروزه مازندرانی یاد می‌شوند، همان مردم طبرستان هستند. نام طبرستان معرب نام تپورستان بوده و به پیشینه یکی از اقوام سکاها و ایرانی با نام تپور (تیبارین)، در حاشیه جنوبی دریای مازندران کنونی بازمی‌گردد. قومی سکایی و ایرانی که در جغرافیای بطلمیوس و جغرافیای استرابون و همچنین در کتاب آناباسیس اسکندر نوشته آریان مورخ یونانی و گزارش کوینت کورس و در هیستوریای هرودوت از این قوم یاد شده است.
تپورها قومی گسترده پیش از آریایی‌ها بوده‌اند که به وسیلهٔ اقوام مهاجر ایرانی به نواحی کوهستانی عقب رانده شدند. محققان تپوری‌ها را از بومی‌های مازندران و نواحی آن از زمان قبل از آمدن آریان‌ها به ایران می‌دانند.
ویلیام اسمیت در فرهنگ لغت جغرافیای یونان و روم می‌نویسد: تپورها قومی بودند که محل سکونت آنها در دوره‌های مختلف تاریخ به نظر می‌رسد در امتداد فضای وسیعی از کشور از ارمنستان به سمت شرق تا آمودریا گسترش یافته بود. استرابون آنها را در کنار دروازه‌های کاسپین و ری، در پارت و بین دربیک و اسرم هیرکانی و همراه با آماردی‌ها و سایر مردم در امتداد سواحل جنوبی دریای مازندران قرار می‌دهد که آخرین دیدگاه یعنی سکونت در امتداد سواحل جنوبی دریای مازندران مطابق نظر کوینت کورس و دیونیسوس و پلینی هم می‌باشد. بطلمیوس در جایی آنها را در زمره اقوام سرزمین ماد به حساب می‌آورد و در جایی دیگر آنها را به مارگیانا نسبت می‌دهد. تپوری‌هایی که در پلینی و کوینت کورس به آنها اشاره می‌کند شکی در آن نیست که ناحیه کنونی طبرستان نام خود را از آنها گرفته است. آلیان توصیف عجیبی از تپوری‌هایی که در ماد زندگی می‌کردند ارائه می‌دهد.
آریان می‌نویسد: اسکندر با هیپاسپیست‌ها و تیراندازان آگریانی و دسته‌های سنوس و آمین‌تاس و کمانداران سواره و نیمی از سواره نظام به ولایت ماردها رفته و اسرای زیاد گرفت و اکثر اشخاصی را که جنگ کرده بودند کشت. چون محل‌های این مردم سخت و به علاوه این ولایت فقیر است هیچ مرد جنگی قبل از اسکندر به اینجا نیامده بود. فاتح ناگهان از ولایت آنها گذشت و قبل از اینکه متوجه شوند بر آنها تاخت. این مردم به جاهای سخت کوه‌ها پناه بردند و اسکندر در آنجا هم بر ماردها فایق آمد و پیروز شد. ماردها فرستاده‌ای فرستادند و مطیع اسکندر گشتند. اسکندر ولایت ماردها را به به تپورستان که والی آن فرادات بود ضمیمه کرد.

### فرادات حاکم تپورها در عصر اسکندر
فرادات فرمانده قوم تپور در نبرد هخامنشیان و یونانیان و همچنین والی تپورستان در عهد خشیارشاه و اسکندر مقدونی می‌باشد.
به گزارش لوسیوس فلاویوس آریان گزنفون مورخ یونانی زمانی که اسکندر به ولایت اسرم هیرکانیا رفت قشون خود را سه قسمت کرد؛ قسمتی که از همه زیاد تر بود با خود به زادراکرات برد و قسمت دیگر را با کراتر به مملکت تپوری‌ها (تپوری‌های ساکن در اسرم هیرکانیا) برد و قسمت سوم را به سرداری اری گیوس مأمور بود که با بار و بنه و خارجی‌ها حرکت کند.
پس از اینکه اسکندر از معابر اسرم مرکز وپایتخت تمدن هیرکانیا گذشت وارد زادراکرات (ساری اسرم یا استراباد) شد در اینجا کراتر به او رسید. در این هنگام ارته باذ با سه پسر خود که نامشان سوفن و آریو برزن و ارسام بود نزد اسکندر آمد. فرادات فرمانده تپوری‌ها و نمایندگان یونانی‌های اجیر هم با اینها آمدند. اسکندر ارته باذ را به احترام پذیرفت و فرادات را فرمانده تپورها و والی تپورستان ابقا کرد.
پس از آنکه اسکندر وارد شهر آروس گردید و کراتر و اریگسوس را در اینجا یافت. آنها فرادات حاکم تپوری‌ها را همراه آورده بودند. اسکندر این اسیر را خوب پذیرفت. پس از آن آن مناپیس را که در زمان اُخُس فرار کرده و به دربار فلیپ پناهنده شده بود والی اسرم هیرکانیا کرد و فرادات را به حکومت تپورستان ابقا داشت.
اسکندر پس از دست یابی به سرزمین آمارد ولایت آمارد را به تپورستان که والی آن فرادات بود ضمیمه کرد.
در دوران اسکندر مقدونی سرزمین آمارد به سرزمین تپوری ضمیمه گشت.
تیرداد اشکانی دومین پادشاه اشکانی اسرم هیرکانیا و کومس و کناره‌های جنوبی دریای مازندران که ممکلت اقوام تپوری بود را به تصرف خود درآورد و پایتخت خود را به شهر سلوکی صد دروازه در ناحیه کومس انتقال داد.
فرهاد اول بر آماردیان و دیگر اقوام ساکن رشته کوه‌های البرز تاخت و سرزمین تپوریه و اسرم هیرکانیا و سایر نواحی را به تصرف خود درآورد و مرز پارت را تا مغرب دربند خزر گشود و آماردیان را به شهر خاراکس (خوار) کوچ داد. پس از فرهاد قدرت به برادرش مهرداد یکم رسید. در این دوره سرزمین تپوریه مدتی تحت تسلط اوکراتید حاکم دولت یونانی بلخ درآمد ولی مهرداد یکم در سال ۱۶۰ پیش از میلاد سرزمین تپوریه را بار دیگر به تصرف خود درآورد. سرزمین تپوریه تا زمان بلاش یکم تحت سیطره اشکانیان باقی ماند ولی در زمان بلاش اول سرزمین تپوریه و دیگر نواحی جنوبی دریای مازندران مورد حمله و تاخت و تاز آلان‌ها قرار گرفت و حتی آلان‌ها از جنوب دریای مازندران و سرزمین تپوریه گذشته و به این طرف و آن طرف ارس در حال تاخت و تاز بودند ولی به نظر می‌رسد بلاش توانست کنترل سرزمین تپوریه را در دست بگیرد و بطوریکه در اواخر عهد اشکانیان خاندان گشنسب شاهان گرشاهی بر ولایت تپوریه حکم می‌راندند و حتی در دوران شاهنشاهی ساسانی قلمروی خود را تا گیلان توسعه دادند.

### دوران اشکانی و ساسانی
در دوران اشکانی و ساسانی تنکابن بخشی از تپورستان و ناحیه رویان بود. تنکابن به همراه کلارستاق و کجور از نواحی اصلی سرزمین رویان بوده است.
رویان به سرزمینی آباد در غرب مازندران گفته می‌شد که شامل هوسم، تنکابن، الموت، لنگا، طالقان، کلارستاق، کجور، لورا، ارنگه، رودبار قصران و لارقصران می‌شد.
در دوران اشکانی و ساسانی منطقه تنکابن تحت حاکمیت خاندان گشنسپ از پادشاهان تپورستان بوده است.

### رویان
رویان به سرزمینی آباد در غرب مازندران گفته می‌شد که شامل کجور (نور و نوشهر)، کلارستاق (چالوس و کلاردشت)، لنگا (عباس‌آباد و شرق نشتارود)، تنکا (تنکابن، رامسر و غرب نشتارود)، هوسم (رودسر و املش)، الموت، طالقان، لورا، ارنگه، رودبار قصران و لار قصران می‌شد. به گفته ابن فقیه همدانی، رویان از کوره‌های طبرستان است و از شهرهای رویان: چالوس، لارز، شرز و بذشوارجر است. در حدودالعالم؛ ناتل، چالوس و کلار از کورهٔ رویان و جزئی از خاک طبرستان معرفی شده است.

### رستمدار
از قرن هفتم تا دوره صفویه منطقهٔ رویان عمدتاً با نام رویان و رستمدار یا رستمدار شناخته می‌شد و در این دوره مرزهای ولایت رستمدار شامل مناطق کلارستاق، کجور، نور، طالقان، لاریجان، لواسانات، شمیرانات و مناطق پشت کوه البرز مرکزی می‌شد. سابقاً طبرستان شامل گرگان، استرآباد، مازندران و رستمدار می‌شد یعنی سرتاسر ناحیه‌ای که بین دینار جاری در مشرق و ملاط لنگرود (واقع در گیلان) در مغرب بود را شامل می‌گشت. سرحدات قدیمی رستمدار عبارت بود از: سیسنگان یا رودخانه مانهیر در مشرق و ملاط لنگرود در مغرب. مدتی بعد این سرحدات تغییر شکل یافتند و می‌توان گفت که رستمدار ناحیه‌ای را که از آمل تا گیلان ادامه می‌یافت شامل می‌شد. رویان نام اراضی مسطح بود ولی همچنین به سرتاسر رستمدار نیز اطلاق می‌گشت.

### پس از اسلام

سرزمین طبرستان در اوایل دوره اسلامی.

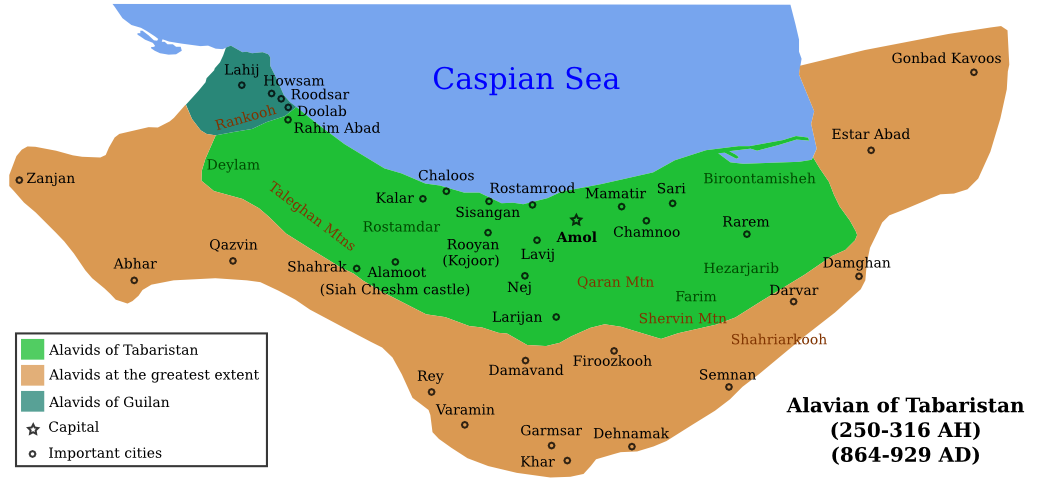
طبرستان در عصر علویان

تَنکا شهری بزرگ و دژ مانند با حصار و بارویی سخت محکم در غرب طبرستان در ناحیهٔ رویان بوده است. رویان و رستمدار بنا به نوشتهٔ ظهیرالدین مرعشی مؤلف کتاب مازندران و رویان از مشرق به سی سنگان و رودخانهٔ مانهیر و از مغرب به ملاط و هوسم بود.
در سال ۵۹۰ قمری که استندار هزاراسف بن شهرنوش اسپهبد رویان که ضد اردشیر بن حسن شورید و با فرقهٔ اسماعیلیه داخل اتحاد شد سرزمین بین سختسر تا ملاط را به این فرقه داد، چندی بعد استندار شهرآگیم بن نماور بیستون اسپهبد رویان با ملوک گیلان وارد نبرد شد ولی پس از جنگ‌های عدیده از شکست خورد و منطقه تنکابن را به گیلان واگذار کرد و از این تاریخ تنکابن از قلمرو طبرستان و رویان خارج و ضمیمه دیلمستان گردید و دیلم خاصه خوانده شد. از این تاریخ به بعد نواحی تنکابن و سخستر و هوسم و ملاط با هر پیروزی و شکست بین مازندران و گیلان بارها دست به دست شده است.
اولیاءالله آملی نویسنده کتاب تاریخ رویان تألیف قرن هشتم هجری چنین آورده است: القصه بعد از آنکه افراسیاب و منوچهر با هم صلح کردند، سبب آنکه دوازده سال آنجا مقیم بود، عمارت رویان و آن نواحی بادید آمد. از آنجا فال گرفت و آن نواحی را عمارت فرمود و در طبرستان مقام ساخت و آن را حدود معین کرد. از طرف شرق دینار جاری و از طرف غرب ملاط (دهکده ای که حد غربی طبرستان بوده و تا امروز باقی ست)است. اینست مبدأ عمارت رویان که بطریق ایجاز نبشته شد و العلم عند الله. پس معلوم شد که اول کسی که بنیاد کوره رویان نهاد منوچهر بود. و به زبان طبری استان کوه را گویند. پس معنی استندار، ملک الجبال باشد، یعنی حاکم و پادشاه کوه، همچنان‌که ملوک باوند را در آن عهد ملک الجبال خوانندی، پس معنی استندار نیز همان باشد
ملا شیخ علی گیلانی در کتاب تاریخ مازندران که در سال ۱۰۴۴ هجری قمری تألیف شده‌استندار را ناحیتی بالتمام در طبرستان قید کرده است
در کتاب تاریخ طبرستان و رویان و مازندران تألیف ظهیرالدین مرعشی به تاریخ تألیف (۸۱۵–۸۹۲ ه‍.ق) در ذکر حدود طبرستان و رستمدار آمده است: مقصود که چون منوچهر شاه، دوازده سال در مقابل افراسیاب بود، عمارت رویان و نواحی آن پدید آمد. در طبرستان مقام ساخت و حدود آن معین گردانید، از طرف شرق دنیاره جاری و غربی قریهٔ ملاط که آن قریهٔ شهر هوسم اکنون به فرضهٔ روده‌سر اشتهار دارد. در سنه سمائه خمسین و خمسائه چون علاء الدوله حسن بر جای پدر خود بنشست از الیشه رود تا به کنس تمامی به استندار کیکاوس مسلم داشت و سامان رودخانه شد و حد غربی اصلاً ملاطه بوده، اما به زمان ملک هزار اسف بن شهرنوش هزار اسف به پادشاه مازندران خلاف کرده بود و با ملاحده اتفاق نموده بود از سخت‌سر تا ملاطه به ملحدان مسلم داشت و سخت‌سر را سامان غربی استندار گردانید و این در سنه تسعین و خمسمائه بود و بعد از آن در زمان استندار شهرآکیم بن نماور بیستون بعد از سنهٔ اربعین و سمائه با ملوک گیلان مخالفت کرده بود و در ساحل دریا نزاع می‌کردند و استندار چون مقاومت نتواست کرد مُعَسکر می‌گذاشت باز پس رفت تا به کنار نمکاوه رود رسید (نمکاوه رود که سرحد تنکابن است) و ملوک جیلان هرچند کوشیدند استندار را از آنجا نتوانستند برداشتند. آخر همان‌جا حد ملک او نهادند والله اعلم بالصواب و حد مازندران شرقی از بیشه انجدان می‌باشد و غربی ملاط ملاحق به حد شرقی استندار که مذکور شد
در کتاب مازندران در تاریخ به گونه‌ای دیلمان را تعریف می‌کند که منطقه تنکابن امروزی را تداعی می‌کند:"دیلمان میان تبرستان و کوهستان (جبال) و گیلان است. مردمان آن دو گروه هستند:یک گروه بر کران دریا باشند. گروه دیگر در کوهستان‌ها، و گروهی هم میان ان دو، این منطقه دیلمان که بر کران دریا است ده ناحیه است، چون:لنزا، واریوا، لنگا، مرد، چالک رود، کرک رود، دیناررود، جودا هنجان (جواهرده نتهیجان)، رودبار، هوسم (رودسر).
در پشت این ده ناحیه، سه ناحیه بزرگ است، چون رستان، شیر، پژم. این همه بیست فرسنگ است در بیست و پنج فرسنگ. این ناحیه دیلم است و کلار و سالوس.
به عنوان سندی دیگر به حدود این منطقه می‌توان به تاخت و تاز اعراب به دیلمستان یا دیلمان توجه کرد. یاقوت حموی نوشته است: حجاج بن یوسف دستور داد میانه قزوین و واسط (شهری نزدیک کوفه)، بلندیهایی ساختند که هر زمان در قزوین با دیلمان جنگ روی می‌دهد در این بلندی‌ها آتش روشن کنند تا همگان آگاه شوند. حجاج پسر خود را با لشکری به تاخت‌وتاز دیلمستان فرستاد. حجاج، عمر بن هانی را به جنگ دیلمان فرستاد.
حدود تنکابن از شرق رودخانهٔ نمک‌آبرود و از غرب رودخانهٔ سرخانی هوسم بوده است.
حد طبرستان در نقشه‌ها و دوران‌های مختلف گاه تمام البرز کوه را شامل می‌شده و گاه تنها ولایات شمالی ایران و البته در بیشتر دوران‌ها محدوده‌ای نزدیک به مازندران فعلی را در بر می‌گرفته است. یاقوت حموی در معجم البلدان ذیل کلمهٔ مازندران و طبرستان می‌نویسد: «طبرستان معروف به مازندران است و نمی‌دانم از کی به مازندران نامیده شده است و آن نامی است که ما آن را در کتاب‌های قدیم نیافتیم، و همانا از زبان اهل آن بلاد شنیده شده است و بی‌شک مازندران و طبرستان یکی است.»
در حقیقت این دو اسم یعنی طبرستان و مازندران به یک معنی بوده‌اند اما در همان حال که اسم طبرستان بر تمامی نواحی کوهستانی و اراضی پست ساحلی اطلاق می‌شد کلمهٔ مازندران بر منطقهٔ ارضی پست ساحلی از دلتای سپیدرود تا جنوب شرقی بحر خزر امتداد دارد اطلاق می‌گردید.
به مازندران موزاندرو می‌گفتند به سبب آنکه موز نام کوهیست از حد گیلان کشیده تا بلار و قصران که موز کوه گویند همچنین تا به جاجرم یعنی این ولایت درون کوه موز است اما آنچه منسوب به طبرستان منسوب است از دینار جاری شرقی تا به ملاط که دهی است ورای هوسم می‌گویند که در قدیم بیشه بوده است.

#### کیائیان
از حکمرانی سادات کیائیان بر تنکابن و وقایع نیمهٔ دوم قرن هشتم و قرن نهم، مطالب فراوانی در منابع آمده است، از جمله اینکه در ۷۶۹ سید رکابزن کیا، از فرزندان کیا ابوالحسن مشهور به المؤیدباللّه، بر تنکابن و قسمتی از دیلمستان مانند شیرود و هزار حکمرانی می‌کرده است و بسیاری از اهالی مانند او شیعهٔ زیدی بوده‌اند. در ۷۸۹، عده‌ای از سادات گیلان به دستور امرای گیلانی، از جمله امرای ناصرود، کشته شدند. در پی این واقعه، سید هادی کیا با نزدیکان و یاران خود به سمت تنکابن رفت و در «دز تنکا» پناه گرفت. این امر موجب شد تا امرای ناصرود که در پی سادات بودند، به حدود تنکابن حمله و خانه‌ها را غارت کنند و آتش زنند. سیدهادی کیا در سال ۷۹۶–۷۹۷ فرمانروای تنکابن شد. وی در تقسیم «ولایت بیه‌پیش»، فرزندش، سید یحیی کیا، را به تنکابن فرستاد و مِلک موروثی خود را به او واگذار کرد.
در ۸۰۶ خواندمیر به ولایت تنکابن اشاره کرده و در ۸۱۶ مرعشی از حکمرانیِ سید داوود کارکیای تنکابنی، فرزند سید هادی کیا، در تنکابن یاد کرده است. مَلک کیومرث ــ که در ۸۳۰ به مخالفت با سادات گیلان برخاسته بود ــ در ۸۳۱ عمارت خاصهٔ سید داوود کارکیای تنکابنی را که در اواخر تابستان هنوز در ییلاق به سر می‌برد، آتش زد و برخی اهالی را به قتل رساند. در ۸۶۵ مازندرانی از «موضع تنکابن» در «مملکت گیلان» نام برده است. مرعشی در ۸۸۹ به حرکت خود از کِلیشُم (از قرای ییلاقی تنکابن) به تنکابن برای تصرف «دشت تنکابن» اشاره کرده است.

#### قوی حصارلوئیان ۱
در دورهٔ صفویه، اسکندربیک منشی در ذکر امرای نامدار شاه طهماسب، به فرمانروایی شرف خان روزکی بر تنکابن اشاره کرده است. رابینو نیز در ذکر فرمانروایان صفویِ حاکمِ تنکابن، علاوه بر شرف الدین، از الوند سلطان بن حسین خان فیروزجنگ (فرمانروا در ۱۰۰۶) و حیدرسلطانِ قویْ حصارلو نام برده است.
در دورهٔ افشاریه (۱۱۴۸–۱۲۱۰)، میرزا مهدی خان استرآبادی نام «قریهٔ تنکابن» را در «اعمال دیلَمان» ضبط کرده است. به گزارش غفاری کاشانی در ۱۱۶۸، محمدحسن خان قاجار برای فتح گیلان به تنکابن لشکر کشیده بود. حدوداً بین سال‌های ۱۱۷۵ تا ۱۱۸۵، ابراهیم خان عمارلو شش سال حاکم تنکابن شد. در ۱۱۸۵ هدایت خان، حاکم گیلان که در صدد توسعهٔ قلمرو خود به سمت مشرق بود، تنکابن را از فرمانروایان کُرد (رستم خان عمارلو) گرفت و با موافقت کریم خان زند (متوفی ۱۱۹۳) آن را به گیلان ملحق ساخت، سپس فردی از ایل «قوی حصارلو» را حاکم تنکابن کرد؛ اما بعدها به فرمان کریم خان، ایل قوی حصارلو از حکومت تنکابن برکنار شدند.

#### خان‌های عمارلو
حدوداً بین سال‌های ۱۱۷۵ تا ۱۱۸۵، ابراهیم خان عمارلو شش سال حاکم تنکابن شد. در ۱۱۸۵ هدایت خان، حاکم گیلان که در صدد توسعهٔ قلمرو خود به سمت مشرق بود، تنکابن را از فرمانروایان کُرد (رستم خان عمارلو) گرفت و با موافقت کریم خان زند (متوفی ۱۱۹۳) آن را به گیلان ملحق ساخت،

#### قوی حصارلوئیان ۲
هدایت خان فردی از ایل «قوی حصارلو» را حاکم تنکابن کرد؛ اما بعدها به فرمان کریم خان، ایل قوی حصارلو از حکومت تنکابن برکنار شدند.

#### خلعت‌بریان
از اواخر حکومت کریم خان زند ــ که به دستور وی مهدی خان خلعت‌بری (از طایفه خَلابَران) به حکومت تنکابن رسید تا پایان حکومت قاجاریه، خلابران بر تنکابن حکومت کردند. در ۱۱۹۵، مهدی خان تفنگچیان تنکابنی را همراه مرتضی قلی خان، برادر آقامحمدخان قاجار، که از طرف او مأمور فتح گیلان بود، فرستاد و از آقامحمدخان خواست تا با جدایی تنکابن از گیلان و الحاق آن به مازندران موافقت کند. با موافقت آقامحمدخان در این سال، ولایت تنکابن ضمیمه مازندران شد و با الحاق نواحی کلاردشت و کجور به تنکابن، ولایت محال ثلاث / ثلاثه تشکیل شد. به نوشتهٔ زین العابدین شیروانی در ۱۲۴۷، تنکابن قصبه‌ای در گیلان و میان جنگل بوده، آب فراوان و هوای بد، خاک ابریشم خیز و زمین عفونت انگیز و برنج بسیار داشته است. وی فزوده است که حکیم مؤمن مؤلفِ تحفهٔ المؤمنین * اهل آنجاست.
زمانی که خان زند به قدرت رسید هدایت‌الله خان فومنی حاکم گیلان در سال ۱۱۸۵ قمری به منظور توسعه قلمرو خود به طرف شرق گیلان روی آورد و تنکابن را از غرب مازندران ضمیمه گیلان کرد و یکی از افراد قوی حصارلو را به حکمرانی تنکابن برگزید که بر ذائقه مردم تنکابن علی‌الخصوص طوایف مهم و مدعی خوش نیامد. برای چاره جویی، شکوه و شکایت از حاکم ظالم وقت سه نفر از سران طوایف و بزرگان قبایل و منطقه که یکی از آنان مهدی خان خلابر بوده است به شیراز رفته و به ملاقات با شاه زند نائل آمدند و نظر خان زند را از طایفه حصارلو برگرداندند و کریم خان زند حکم حکومت تنکابن را به نام مهدی خلابر صادر کرد و به وی لقب خان را اعطاء کرد. مهم‌ترین ماجراجویی و فرصت خواهی خان خلابران همدستی وی با آقا محمد خان قاجار درایام مبارزاتش علیه زندیه بود. با روی کار آمدن قاجار خلابران تنکابن برای تحکیم پایه‌های حکومت قاجار از جان مایه گذاشتند و در سخت‌ترین لحظات در کنار این ایل قرار داشتند. مهدی خان خلابری (تنکابنی) دربسیاری از صحنه‌ها به فریاد آغا محمد خان و کسان او رسیده و از همین رو قدرت او رو به فزونی نهاد. در سال ۱۱۹۵، آقامحمدخان قاجار مهدی خان خلابر را همراه مرتضی‌قلی‌خان قاجار (برادر آقامحمدخان قاجار) برای فتح گیلان به گیلان فرستاد. پس از فتح گیلان مهدی خلابر از آقامحمدخان خواست تا با جدایی تنکابن از گیلان و الحاق آن به مازندران موافقت کند. با موافقت آقامحمدخان در این سال، ولایت تنکابن ضمیمه مازندران شد و نواحی کلاردشت و کجور به تنکابن الحاق شد و این‌گونه ولایت محال ثلاث / ثلاثه تشکیل شد.
در زمان محمدشاه قاجار (۱۲۵۰–۱۲۶۴) که حبیب اللّه ساعدالدوله حاکم تنکابن و محال ثلاث شده بود، تنکابن نفوذ سیاسی بسیار یافت (یوسفی نیا، ص ۳۳۹). در حدود ۱۲۷۵ مکنزی و ملگونوف دربارهٔ بلوک و محله تنکابن و مالیات آن، تولید ابریشم و صادرات گندم و برنج آن به گیلان و قزوین و باکو مطالبی آورده‌اند.
در دورهٔ ناصرالدین شاه (۱۲۶۴–۱۳۱۳) تنکابن به عنوان محالّی در ولایت مازندران ضبط شده است (بهلر، ص ۳۳). اما اعتمادالسلطنه در اواخر سدهٔ سیزدهم نوشته است که تنکابن قسمتی از گیلان و مشتمل بوده است بر هشتاد پارچه ده کوچک ییلاقی و قشلاقی و ناحیه‌ای از سفیدتمش (حد غربی) تا نمک رود (نمک آبرود، حد شرقی)، و افزوده است که محال ثلاث عبارت اند از: تنکابن و نواحی کلارستاق و کجور. اعتمادالسلطنه به امامزاده‌ها، و صنایع آن از جمله تولید چوخا (جامهٔ پشمی چوپانان) و چادرشب نیز اشاره کرده است. در ۱۳۰۸ مورگان از حاصلخیزی بخش تنکابن و محصول پنبه آن، باغ‌های وسیع مرکّبات، لهجه مخصوص اهالی و مسجد کوچک تنکابن یاد کرده است. در ۱۳۱۴ تنکابن مشتمل بر شش بلوک بود و ماهیگیری در آن رونق فراوان داشت، نیز محله شهسواران در کنار دریا باغ‌های بی‌نظیر داشت و تجار باکو در آن بازار، خانه و حمام داشتند.
در دورهٔ مشروطه (ح ۱۳۲۴–۱۳۲۷) ــ که با قیام محمد ولی خان تنکابنی *، ملقب به سپهدار تنکابنی، همراه بود ــ تنکابن یکی از مراکز آزادی‌خواهی شد. امیراسعد تنکابنی، حاکم تنکابن و فرزند سپهدار تنکابنی، با رد مذاکرات هفتم ذیحجهٔ ۱۳۲۴ مجلس برای انتخاب وکلا، محال ثلاث تنکابن را «حکومت مستقله» خواند.
پس از الحاق دوبارهٔ تنکابن به مازندران توسط مهدی خان خلابر در عصر قاجار منطقه کجور و کلارستاق از ولایت نور به تنکابن الحاق گشتند و اینگونه محال ثلاث تنکابن شکل گرفت که مرکزیت آن با شهر خرم‌آباد بود که حاکمیت آن معمولاً با خاندان خلابر تنکابن بود ولی در دورانی نیز نصرالله خان نوری و عباس قلی خان نوری و اقتدار الممالک کجوری هر سه از منطقه کجور و عبدالعلی خان فقیه از منطقهٔ کلارستاق به حاکمیت محال ثلاث تنکابن رسیدند و در اواخر عصر قاجار افرادی چون کلنل بصیر دیوان و سرهنگ فضل‌الله پهلوی هر دو از منطقهٔ سوادکوه به حاکمیت محال ثلاث تنکابن به مرکزیت خرم‌آباد شهسوار (تنکابن) رسیدند. در دوران قاجار و اوایل پهلوی اشخاصی چون محمود میار و آقا خان میار و اسدالله میار (پسر مرتضی قلی بیک میار) و آقا بزرگ میار و علی خان میار (پسر اسدالله خان میار) و عزیزالله خان میار (پسر زمان خان میار) و محمد امین میار (پسر میرزا عبدالله خان میار) و همچنین میرزا محمد خان فقیه و عبدالعلی خان فقیه با عنوان نائب الحکمهٔ کلارستاق به حاکمیت کلارستاق رسیدند. الحاق کلارستاق و کجور به تنکابن جنگ‌های صد ساله بین خاندان‌های کلارستاق و کجور با خاندان خلابر تنکابن را در پی داشت.
جعفر قلی خان خلابر تنکابنی با ورود به منطقهٔ کلارستاق بنای ناسازگاری و تکالیف شاق بر آنها داشت. این واقعه موجب اعتراض مردم کلارستاق گردید که در راس آن آقا خان میار کلارستاقی قرار داشت. در این میار آقاخان میار توانست با حمایت اهالی کلارستاق و کجور مقر جعفر قلی خان خلعتبری را مورد حمله قرار داده و موفق شد او را شکست دهد و جعفر قلی خان تنکابنی پس از این شکست به خرم‌آباد مرکز تنکابن فرار نمود و در نهایت فتحعلی شاه قاجار فرمان حکومت کلارستاق به نام آقا بزرگ میار کلارستاقی زد.
پس از مشروطه ناراضیت مردم منطقه کلارستاق و کجور نسبت به خلابران تنکابن شدت یافت و در سال ۱۳۳۳ قمری عده ای از ناراضیان محلی کجور و کلارستاق که در راس آن علی دیوسالار کجوری (سالار فاتح) قرار داشت برای شکایت از حکومت علی قلی خان امیر اسعد خلعتبری (حاکم تنکابن) به تهران نزد سپهسالار تنکابنی نخست‌وزیر وقت شکایت می‌کنند ولی از آنجا که حاکم تنکابن خود توسط سپهسالار تنکابنی انتخاب شده بود این نارضیان به نتیجه ای نمی‌رسند بنابراین خود به محال ثلاث مراجعت کردند تا امیر اسعد خلعتبری را خود اخراج کنند؛ بنابراین علی دیوسالار کجوری ابتدا قصد تصرف اموال محمد ولی خان تنکابنی (سپهسالار تنکابنی) را در مناطق کجور و کلارستاق را نمود در این هنگام محمد ولی خان تنکابنی نیروهای خواجوند را علیه علی دیوسالار کجوری تحریک نمود اما علی دیوسالار کجوری توانست در منطقه لیتنگان نوشهر نیروهای خواجوند را شکست دهد. در همین راستا علی دیوسالار کجوری (سالار فاتح) در صدد تصرف تنکابن برآمد در این میان نیروهای کجور و کلارستاق به فرماندهی علی دیوسالار کجوری توانست نیروهای تنکابن را که فرماندهی آن‌ها را اکرم الممالک خلعتبری پسر امیر اسعد خلعتبری برعهده داشت را شکست دهند و خرم‌آباد مرکز تنکابن به اشغال نیروهای کجور و کلارستاق درآمد. امیر اسعد خلعتبری حاکم تنکابن پس از اینکه از علی دیوسالار کجوری شکست خورد به سوی رودبار الموت فرار نمود.
رابینو ــ که در ۱۳۲۶–۱۳۲۷ به بلوک تنکابن سفر کرده ــ از محصولات آن، بازار هفتگی در بعضی آبادیها، ناحیه کوچک سخت‌سر (رامسر کنونی) در تنکابن، ماهی فراوان و صنایع آنجا خبر داده و دربارهٔ سکونت یازده طایفه بزرگ در تنکابن مطالبی آورده و گفته است که شهسوار بندر خرم‌آباد است. بنا بر مطالب فخرائی و سپهدار تنکابنی نهضت میرزا کوچک خان جنگلی (متوفی ۱۳۰۰ش) به تنکابن نیز کشیده شده بود.

### تنکابن و رامسر (سخت‌سر) در سفرنامه‌های دوران قاجار
در دوران قاجار برخی از سیاحیان خارجی که از ایران بازدید کرده در سفرنامه‌هایشان در مورد تنکابن نیز مطالبی را قید کرده‌اند. یکی از این سفرنامه‌ها که به تنکابن اشاره دارد سفرنامه موسیو بوهلر است. این سفرنامه شرح مأموریت وی به دستور ناصرالدین شاه قاجار برای تهیه گزارشی از وضع راه‌های گیلان و مازندران می‌باشد. این سفرنامه در سال ۱۳۵۷توسط انتشارات گیل لاهیجان با عنوان سفرنامه و جغرافیای گیلان و مازندران به چاپ رسید. در صفحه ۳۶ از این سفرنامه آمده است: پس از طی پنج فرسخ راه از آبگرم، به خرم‌آباد می‌رسند که ده بزرگی است از محال تنکابن سرحد گیلان، و جزء ولایت مازندران است، و حاکم آن حبیب‌الله خان است و این قریه در میان جنگل وسیعی می‌باشد و مشارٌ الیه یک عمارت خوبی در آنجا دارد و همچنین باغ پاکیزه ای در آنجا بنا گذاشته است که اکثر اشجار آن لیمو و نارنج است.

#### دوره پهلوی
در ۱۳۰۴ ش آبادی تنکابن به نام شهسوار، به دستور رضاشاه بر طبق اصول صحیح و نقشه توسعه یافت و گاهی بندر شهسوار خوانده می‌شد (رزم‌آرا، ج ۳، ص ۱۸۲). مسعود کیهان در ۱۳۱۰ ش دربارهٔ قسمت‌های ییلاقی و قشلاقی و کشتیرانی در آن مطالبی ذکر کرده است. در غرب این شهرستان رامسر قرار دارد. مرز این دو شهرستان را رودخانه چالکرود تشکیل می‌دهد. در جنوب شهسوار بخش الموت واقع در استان قزوین قرار گرفته. در شرق شهرستان عباس‌آباد قرار دارد.

## جمعیت‌شناسی
جمعیت کل شهرستان تنکابن بر اساس آخرین سرشماری در سال نود و پنج ۱۶۶٫۱۳۲ نفر بوده که «بخش مرکزی آن با ۹۹٫۱۹۰ نفر»، «بخش خرم‌آباد با ۴۱٫۰۰۶ نفر» و «بخش نشتا با ۲۵٫۹۳۵ نفر» کل ساکنان این شهرستان را تشکیل می‌دهند. در بخش مرکزی شهرستان تنکابن ۱۱٫۳۷۷ نفر ساکن شیرود و ۵۵٫۴۳۴ نفر ساکن شهر تنکابن می‌باشند و دیگر اهالی بخش مرکزی در دهستان‌ها و مناطق روستایی سکونت می‌کنند.

### طوایف
رابینو در عصر قاجار سکنه تنکابن رابه یازده طایفه تقسیم کرد و از آنها چنین نام می‌برد: خلعتبری (خلابران)، قوی اصانلو یا قوی حصارلو، کلانتریه، فقیه (فخی)، طالش، گلیج، داج، اساس، شورمیج، طالقانی و رودباری.
به اعتقاد مورخان طوایف یاد شده همگی در اصل تنکابنی نیستند و برخی در دوره‌های مختلف تاریخی به این مناطق کوچ نموده‌اند و در میان این طوایف پنج طایفه گلیج، شیرج (شرج)، داج، بائوج و شورمیج قدمت طولانی تری نسبت به بقیه طوایف دارند. ۶۰
طوایف کلانترها، مرشتاوند، چیلندان و کاکوان از قدیمی‌ترین طوایف مهاجر در تنکابن می‌باشند.
به گفته مورخان مردم بسیاری از نواحی کوهستانی نزدیک تنکابن و رامسر مانند الموت، طالقان، کلاردشت، کجور، جواهرده و جنت رودبار در چند سده گذشته به جلگهٔ تنکابن مهاجرت نمودند و در نواحی مختلف پراکنده شدند.
طوایف تنکابن به هفت دسته تنکابنی، کلارستاقی، کجوری، دیلمی، تالش، ترک و کرد تقسیم می‌شوند:
1. طوایف تنکابنی: خلابران (خلعتبری)، کلانتری، گلیج، دج، اساس، شورج (شیرج)
2. طوایف کلارستاقی: خانی (دلیرج)، فخی (فقیه)، رودگر و لنگایی و بور[۱۱۰]
3. طوایف کجوری: لاشکی، بالی و کجوری
4. طوایف دیلمی: رودباری و اشکوری
5. طوایف تالش: طالشی
6. طوایف ترک: اصانلو، قوی حصارلو
7. طوایف لر: ایل بیرانوند (طایفهٔ تاری) تسانلو[۱۱۱]
8. طوایف کرد: عمارلو و خواجوند[۱۱۲]

#### شورمیج
طایفه شورمیج یکی از طوایف بزرگ و بومی تنکابن می‌باشد این طایفه در کَشکوه تنکابن ساکن بوده‌اند.

#### شیرج
طایفهٔ شیرج یکی از طوایف بزرگ و بومی تنکابن بودند که در منطقهٔ دوهزار ساکن بودند دارای حکومت محلی بودند.

#### گلیج
بنا بر بعضی کتاب ها ، واژه گلیجان از ترکیب کلمه گلی با گلای که همان نژاد گیل یا کادوس باستانی است با پسوند مکان گان درست شده است. جان در گلیجان محصول تلفظ لسان عرب از این پسوند است که روزگار حکومت علویان زیدی و کیانی بر تنکابن رواج یافته است.
گُلیج یکی از طوایف قدیمی تنکابن می‌باشد که در منطقه گلیجان ساکن می‌باشند.
به اعتقاد اشتباه برخی مورخان گُلیجان همان گُرجیان تاریخی نمی‌باشد و برخی دیگر گرجیان را منطقه‌ای میان گلیجان و سختسر می‌دانند.
ظهراالدین مرعشی در کتاب تاریخ طبرستان از سه قلعه گُرجیان، تنکا و اَزَبلو نام می‌برد که محل استقرار مردان جنگی بود.
به گزارش رابینو: در سال ۸۲۰ هجری قمری سید رضی والی بیه پیش گُرجیان را گرفت و به سید امیر کیا بن هادی بن علی کیا ملاطی داد.

#### مرشتاوند
طایفهٔ مرشتاوند طایفه مهاجر از اشکورات در تنکابن می‌باشند که در عصر کیاییان نقش مهمی در تحولات سیاسی آن عصر داشتند.

#### چلیندان
چلیندان یکی از طوایف مهم تنکابن بودند که به نظر می‌رسد روستای شلیندان در پانزده کیلومتری تنکابن منسوب به این طایفه باشد.
این طایفه در دوران درگیریهای دودمانی تنکابن با آل کیا نقش مهمی را ایفا می‌کردند محاصره قلعه پلنگ به دست درویش محمد چلیندانی انجام گرفت.

#### اوصانلو
اوصانلو گروهی از طوایف ترک بودند که در قرن یازدهم توسط شاه عباس صفوی به ریاست حیدر سلطان در تنکابن ساکن شدند.
طایفه شیرج که در دوهزار ساکن بودند خواهان بیرون راندن بیگانگان (اوصانلوها) از تنکابن شدند ولی در مقابل نیروی تازه‌نفس اوصانلو شکست خوردند و این طایفه تا عصر زندیه در زمان مهدی خان خلابر بر تنکابن حاکم بود.
ملگونف روسی می‌نویسد برخی طوایف اوصانلو علاوه بر تنکابن در سختسر (رامسر) نیز ساکن هستند.
اوصانلوها در تنکابن، بلده، حسن کلایه و کاردگر محله سکونت دارند.

#### طایفهٔ فقیه
طایفهٔ فقیه یکی از طوایف مهاجر تنکابن می‌باشد که از کلارستاق به سه‌هزار و تنکابن مهاجرت نمودند.

#### طایفهٔ رودگر
طایفهٔ رودگر یکی از طوایف مهاجر تنکابن می‌باشد که از کُجور و کلارستاق به تنکابن مهاجرت نمودند و بخش قابل توجهی از آنها در نشتارود، گرا کوه و تنکابن سکونت دارند.

#### طایفهٔ بور
طایفهٔ بور یکی از طوایف مهاجر تنکابن می‌باشد که از کُجور و رویان به تنکابن مهاجرت نمودند و بخش قابل توجهی از آنها در پلسرا، نشتارود و تنکابن سکونت دارند.

#### طایفهٔ خانی
طایفهٔ خانی تیره‌ای از طایفهٔ دلیرج کلارستاق می‌باشد که از روستای دلیر به سه‌هزار تنکابن مهاجرت نمودند و روستای خانیان را بنیان نهادند و بخشی از آنها در لیرسر و تنکابن ساکن هستند.

#### خواجوند
خواجوند گروهی از اقوام لک تبار یا کرد تبار می‌باشند که در زمان قاجار، آقا محمد خان قاجار این طایفه را به شهرهای کجور، کلاردشت و تنکابن مهاجرت داد.

#### خاندان خلعتبری
خلابران یکی از قدیمی‌ترین طوایف مهاجر تنکابن می‌باشند و مرکز این خاندان روستای اُشتُوج می‌باشد، در زمان خلابران شهر خرم‌آباد مرکز تنکابن بود.
به گفته رابینو خاندان خلعتبری (خلابران) از نسل احمد شمید حلبی می‌باشند که در زمان خلافت علی حامل خلعت برای یکی از حکام محلی بود و پسران او ناصر و یاسر پس از به قدرت رسیدن امویان به رستمدار در مازندران آمدند ناصر در منطقه نور و یاسر در منطقه گلیجان (گرجیان) تنکابن ساکن شد.
دهخدا می‌نویسد: خلابران به زبان گیلان و مازندران، تازیانی را گویند که در درب خانه پادشاهان وسلاطین خوار باشند.
منوچهر ستوده به نقل از برهان قاطع می‌نویسد: خلابر بر وزن سراسر به زبان گیلان مردمی را گویند از عرب که در خانه پادشاهان و سلاطین مرسوم خوار باشند.زمانی که خان زند به قدرت رسید، هدایت الله خان مجدداً به سمت خود پابرجا ماند و قدرت او رو به فزونی گرفت. در این زمان تنکابن توسط حکام کُرد عمارلوئی که ایلخانش رستم خان عمارلوئی بود اداره می‌شد. هدایت الله خان در سال ۱۱۸۵ ه‍.ق به منظور توسعه قلمرو خود به طرف شرق گیلان روی آورد و تنکابن را ضمیمه گیلان کرد و ضمن یورش به تنکابن، رستم خان کُرد عمارلوئی را به قهر و غلبه گرفت و یکی از افراد قوی حصارلو را به حکمرانی تنکابن برگزید. مردم و طوایف مهم و مدعی تنکابن از قدرت‌گیری مجدد حصارلوها خاطرات تلخی داشتند و بنابر این به دربار زند رفته و برای چاره جویی و شکایت سه نفر از بزرگان منطقه از جمله مهدی خان خلابر به شیراز رفته و موفق به ملاقات شاه شده و پس از بیان دلایل و شواهد قابل قبول، نظر خان زند را از طایفه حصارلو برگردانده و بدین ترتیب کریم خان زند، حکم حکومت تنکابن را به نام مهدی خان خلابر صادر نمود. خلابران بعدها با آغا محمد خان قاجار در ایام مبارزاتش با زندیه همراه شدند و به جای تحویل خراج به دربار زندیه، آن را به آغا محمد خان می‌پرداختند.
در اواخر عصر زندیه حکومت تنکابن به مهدی خان خلابر فرزند حاجی صادق بن حاجی باقر رسید، مهدی خان خلابر در پی نزاع‌های خاندان زند با قاجار از محمد خان قاجار حمایت نمود و در فتح گیلان در لشکر قاجار حضور یافت و محمد خان قاجار پس از فتح گیلان به درخواست مهدی خان خلابر تنکابن را از گیلان جدا نمود و مازندران الحاق نمود و شاه قاجار نیز دو ناحیت کجور و کلارستاق را به تنکابن ضمیمه نمود.
این ضمیمه سبب یک قرن جنگ بین سکنه بومی کجور و کلارستاق بااهالی تنکابن شد که تا اواخر قاجار ادامه یافت با فتح خرم‌آباد توسط علی دیوسالار کجوری ملقب سالار فاتح به پایان رسید و از آن پس دو تن از طایفه سوادکوهی به حکومت تنکابن رسیدند.

### گویش تنکابنی
در تنکابن هر سه زبان فارسی و مازندرانی و گیلکی رایج است. در واقع مهاجران کجوری، کلارستاقی، عباس‌آبادی به زبان مازندرانی و مهاجران لنگرودی، رودسری و اشکوری به زبان گیلکی گویش می‌کنند ولیکن مردم بومی تنکابن(شهسوار)، خرم‌آباد و نشتارود به گویش تنکابنی سخن می‌گویند. برخی از زبانشناسان گویش تنکابنی را غربی‌ترین گویش زبان مازندرانی دانسته‌اند که با زبان گیلکی درآمیخته است، برخی نیز این گویش را شرقی‌ترین گویش زبان گیلکی دانسته‌اند که با زبان مازندرانی درآمیخته است و برخی از زبانشناسان این گویش را به دلیل درامیختگی با دو زبان مازندرانی و گیلکی، یک گویش مجزا از این دو زبان دانسته‌اند. گرنوت ویندفور، تنکابنی-طالقانی را در کنار گیلکی و مازندرانی، به عنوان گویشی انتقالی و یکی از گویش‌های کاسپین طبقه‌بندی کرده است.
گویش تنکابنی از هر دو زبان مازندرانی و گیلکی تأثیرهای فراوانی پذیرفته است و در مقابل ویژگی‌های منحصر به فردی دارد که آن را هم از لحاظ ساختاری و هم واژگانی از این دو زبان متمایز می‌کند.

#### تفاوت ساختاری
| فارسی معیار           | مازندرانی (لهجه ساری) | مازندرانی (لهجه چالوس)                | گویش تنکابنی (لهجه شهسواری) | گیلکی (لهجه لاهیجان) | گیلکی (لهجه رشت) |
| --------------------- | --------------------- | ------------------------------------- | --------------------------- | -------------------- | ---------------- |
| دخترها دارند می‌روند   | kijāon dare šone      | kijâšon dare šene                     | kijâšon dare bušon          | lâkuwon šon daren    | korān šon darid  |
| دخترها داشتند می‌رفتند | kijāon dai šine       | kijâšon dave šine/kijâšon dare šemane | kijâšon dabon bušon         | lâkuwon šon dabun    | korān šon dobid  |
| به تو گفتم            | tere boteme           | tere boteme                           | tere bagutom                | tere bowtam          | tere bogoftom    |
| کار کردم              | kâr hâkerdeme         | kār hākurdeme                         | kâr hakerdom                | kâr bowdom           | kâr bokodom      |

## صنایع
تنکابن دارای یک ناحیه صنعتی نارنج داربن (به مساحت ۹ هکتار) می‌باشد.
از صنایع دستی نمدمالی، گلیم بافی، جوراب بافی، چادرشب بافی، لاکتراشی (هنر جنگل نشینان که با چوب محصولات همچون قاشق، پارچ و دیگر ادوات تزئینی تولید می‌کنند)، سالی بافی (تور ماهیگیری) سفال‌گری (گمج، کوزه و…)و ساخت انواع ادوات ساده مربوط به کشاورزی (همچون داس، تبر، کرباس، گاجمه، بلو، گرباس، فیکا) و… را می‌توان نام برد.

## کشاورزی و شیلات
کشاورزی، دامداری و باغداری اساس اقتصاد تنکابن را تشکیل می‌دهند. آب کشاورزی تنکابن از رودها و چشمه‌ها تأمین می‌شود و محصولات کشاورزی آن برنج، گندم، جو، سبزیجات، گل گاوزبان، گیاهان زینتی، چای، مرکبات، کیوی، فندق، گردو، گلابی، سیب، آلو، آلوچه، خرمالو و انجیر هستند. باغ‌های متعدد مرکبات در سرتاسر شهرستان تنکابن پراکنده هستند؛ انواع مرکبات به‌خصوص پرتقال و خرمالو، کیوی، چای، برنج و گل‌های زینتی مهم‌ترین صادرات این شهر را تشکیل می‌دهند. همچنین می‌توان از کارگاه‌های تولید ماهی قزل آلا در مناطق مختلف آن نام برد. واحدهای صنعتی پرورش دام و طیور نیز در تنکابن فعالیت دارند و همچنین تعدادی از بزرگ‌ترین مراکز کشتار و بسته‌بندی مرغ بهداشتی استان در این شهر واقع هستند.

## گردشگری

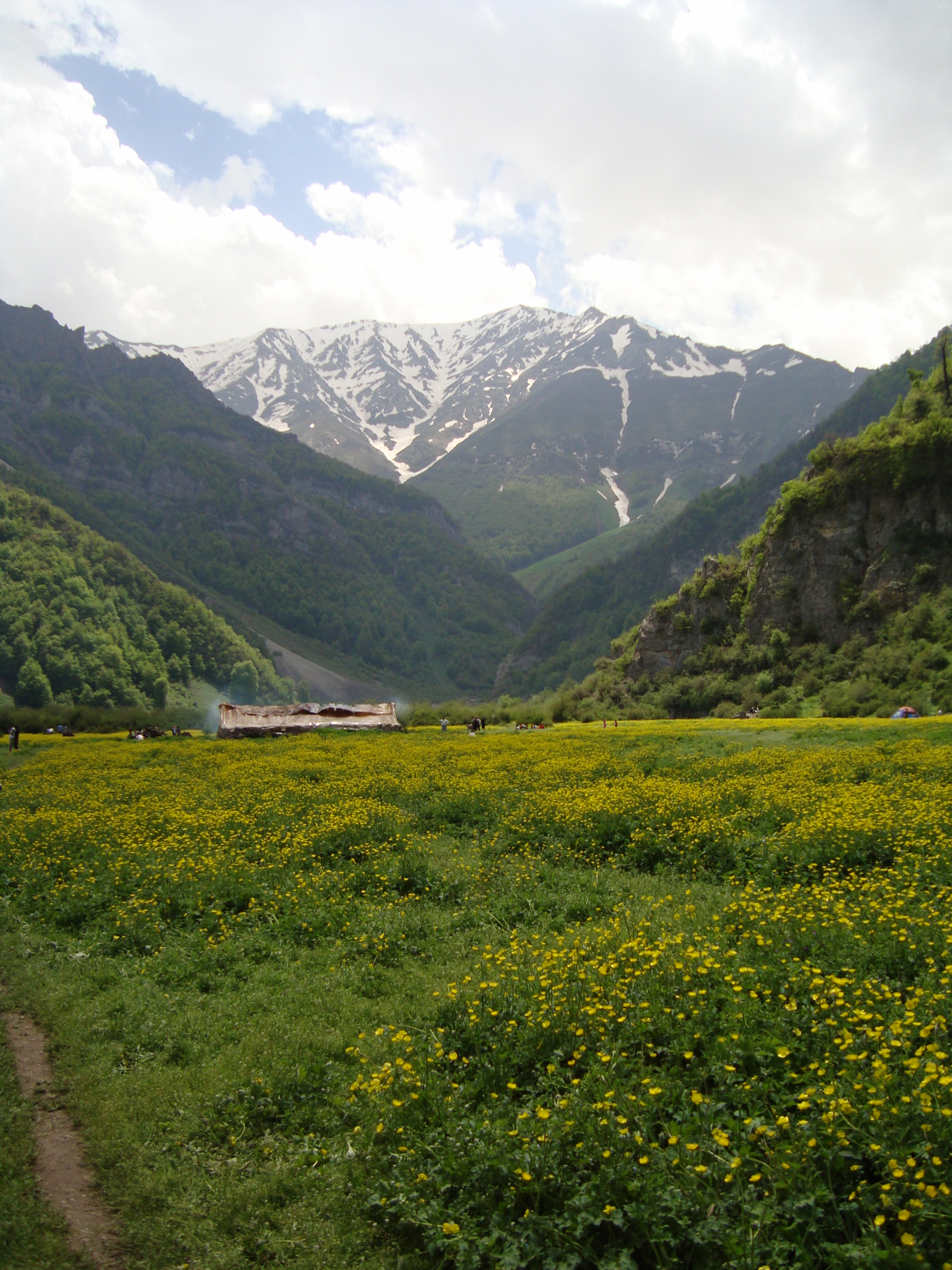
دشت دریاسر و قله سیالان

نمای تنکابن از قلعه گردن

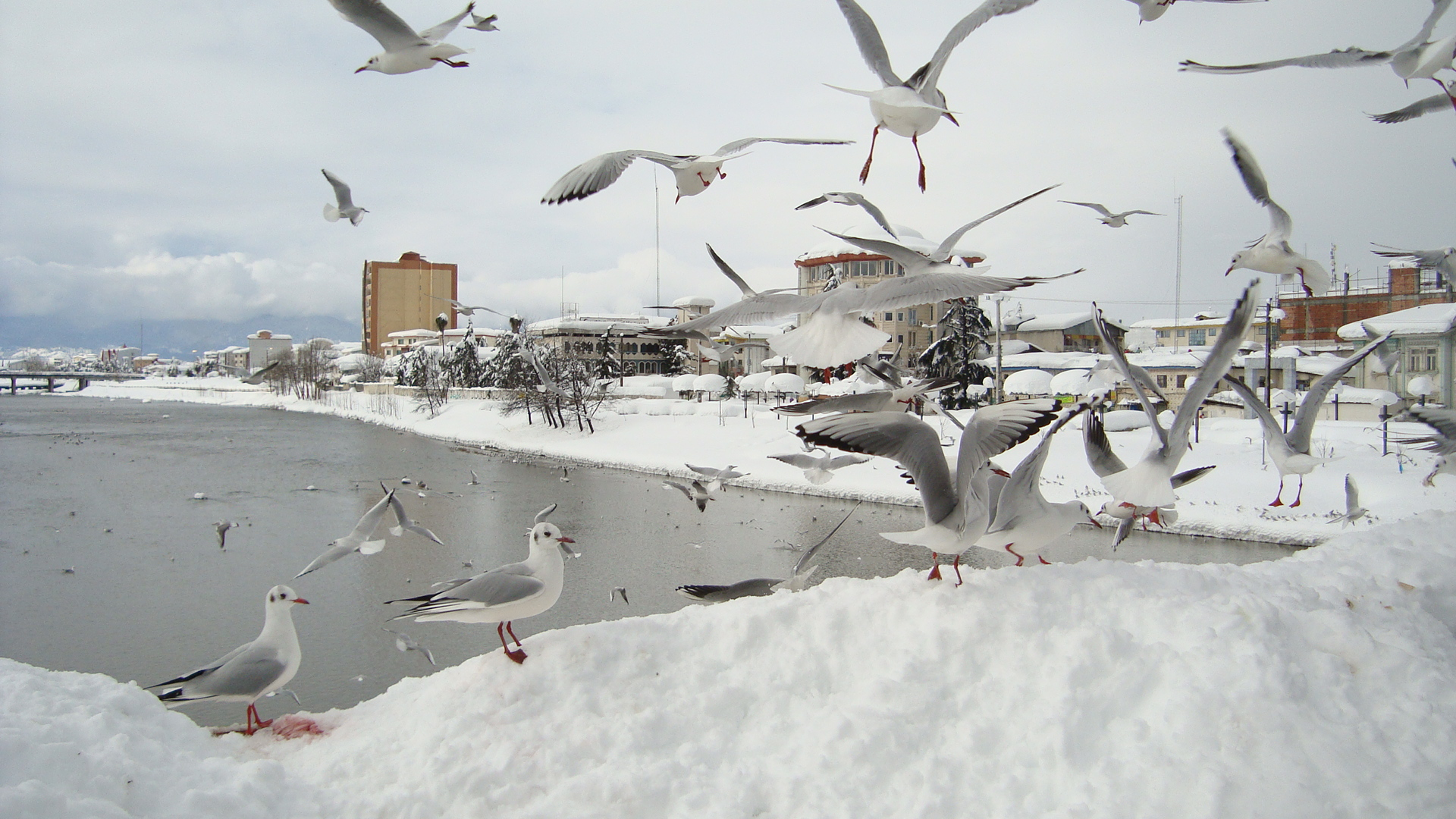
چشمه کیله در برف

### آب گرم معدنیفلک دهلیره سر
این مکان بکر در لیر سر قرار دارد، مسیر آن از سه راهی خرم‌آباد در داخل شهر تنکابن و قبل از پل چشمه کیله آغاز و پس از عبور از شهر خرم‌آباد به دو راهی لتاک می‌رسد، از این محل پس از عبور از پل به فاصله اندک دو راعی سه هزار و لیر سر وجود دارد که از این محل جاده به صورت خاکی ادامه پیدا می‌کند کل فاصله تنکابن تا روستای سنتی فلکده ۳۳ کیلومتر است. آب گرم با درجه حرارت متوسط در کنار رودخانه لیرسر و یک چشمه آب سرد به همراه جنگل‌های انبوه و کوه‌های پوشیده از درخت برای اجرای تور و گروه‌های مختلف توریستی بسیار جالب است.

### آب گرم معدنی سه هزار
آب گرم سه هزار معروف به آبگرم حضرت سلیمان یا نرگس است.
منطقه‌ای زیبا در دره سه هزار تنکابن و در جوار تخت سلیمان، آب گرم چشمه ایست که دهانهٔ آن در دل توده‌ای از آهک، یک حوضچهٔ طبیعی حدود ۵ متر مربعی را شکل داده که رنگ سقف آن شیری تا قهوه‌ای است. حوضچه یک کریدور ۴ تا ۵ متری به سمت شمال دارد. برای ورود به حوضچه باید پنج پله را پائین رفته و نیم خیز از دریچه نیم دایره‌ای وارد آب گرم به عمق یک متر شوید. آبی زلال و گرم (حدود ۴۰ درجه سانتی گراد) همراه با چکیدن قطرات آب از سقف با کف پوشی از ریگ و شن. کنار آن هم حمامی به صورت طبیعی ایجاد شده است که در طول تمام روزها به خصوص فصول گرم سال میزبان دوستداران طبیعت است.
این آب دارای ذخایر سرشاری از داروهای طبی از قبیل اسید کربنیک، گوگرد، آهن و… است.

### آبشار فرهاد جوی
جاده آسفالته دو هزار و سه هزار که از تنکابن آغاز می‌شود پس از عبور از خرم‌آباد به مساحت ۲ کیلومتر به منطقه قلعه گردن می‌رسد که منظره جالبی را در دامنه ارتفاعات کوتاه و جنگلی از جلگه و دریای تنکابن به نمایش می‌گذارد. این محل با تنکابن ۸ کیلومتر فاصله دارد در کنار جاده از تونل انحرافی و تاریکی قلعه تنکا که آب و لمرود را به رود سه هزار ملحق می‌کند آبشاری ایجاد شده که ده متر ارتفاع دارد و تا ۵۰ متر قابل افزایش است در جمع محیطی زیبا برای اتراق مسافران به وجود آمده است.

### آبشار کوهسر
واقع در بخش نشتا تنکابن.

### چشمه آب معدنی شلف
پس از طی کردن مسافتی د ر حدود ۳۵ کیلومتر با وسیله نقلیه در صورت ۳۰ کیلومتر پیاده‌روی در دو کیلومتری شمال شرق روستای میان رود در غرب رودخانه پرور آب معدنی شلف قرار دارد که Ph مواد قلیایی، نمکی، آهکی، فسفر، اکسید آهن، سیلیس، پتاس، آلومین، کلر، سود، کربنات، منیزیم و اسید سولفوریک تشکیل شده و با دارا بودن خواص طبی فراوان برای درمان بیماری‌های مختلف، نظیر امراض کلیوی سوء هاضمه و نقرس، امراض جلدی و درد روماتیسم مفید است این آب معدنی به همراه مناظر زیبای طبیعی اطراف مورد علاقه ورزشکاران و طبیعت گردان می‌باشد. آب معدنی شلف شامل مواد قلیائی، آهکی و نمکی است که برای سوء هاضمه، بیماری‌های کلیوی و… مفید است. مسیر دسترسی به این چشمه با پیاده‌روی همراه است. تا روستای شهرستان مسیر عبور وسایل نقلیه وجود دارد، پس از آن می‌توان با راهنمایی از محلی‌ها به مسیر ادامه داد و بر سر دوراهی آبگرم و چشمه شلف مسیر سمت چب به چشمه منتهی می‌شود. این چشمه یکی از محدود چشمه‌های آب گازدار در جهان است.

### پارکجنگلی چالدره
در ۱۸ کیلومتری مسیر تنکابن به دو هزار و در کنار جاده قرار دارد و مسیر آسفالت بوده و پارک زیبای چالدره با ۹۴ هکتار مساحت در میان دلتای دو رود سه هزار و دو هزار و محل اتصال آن‌ها قرار دارد این پارک با پل پارکینگ، سرویس‌های بهداشتی، اب و برق، آلاچیق از امکانات پارک چالدره می‌باشند طرح‌هایی برای توسعه این پارک در دست اجرا است.

### پارک مادر
(سینمای 4D و سالن آمفی تئاتر)

### مزارع پرورش ماهیان سردآبی
مزارع دو هزار و سه هزار (مزارع پرورش ماهی دیگری در نقاط غیر کوهستانی مانند مزارعی در روستاهای میرشمس الدین، آب کله سر، کبودکلایه و خرم‌آباد وجود دارند)
قله سیالان، قله گردکوه، قله مازوچال، قله شاه رشید، کوه بلور (شاه سفیدکوه)، چشمه ولگ میال، چشمه دیوخانی، چشمه کارکوه، گرخانی چشمه وینی چشمه، ولگتوک میان چشمه، چشمه سوی، رود دو هزار، رود سه هزار، رود ولمرود، رود آزاد رود، رود میرشمس الدین، آب‌بندان جیسا، شکارگاه نرگس کوه، شکارگاه نوارکوه، شکارگاه اکر، شکارگاه پیله کوه، تفرجگاه گرگویه شانه تراش، رود شیرود، رود ترک رود، رود نسارود، رود گرگرود، رود نشتارود، رود چشمه کیله، کوهستان لیمرا، کوهستان پیش کوه، کوهستان نوشا، کوهستان داکو، کوهستان مازولنگاسر، آبشار ماهی وزان، آبشار سنگ بن چشمه، آبشار فرهاد جوی، دریاچه یخی یا دریا آبی، دریاچه بلور، دریاچه هزارکوه، منطقه ییلاقی نوشا، قلعه تنکا، ساختمان شهرداری، ساختمان شهربانی، پل آجری قلعه گردن، پل قدیمی لپاسر، شانشین دشت نوشا، قلعه نوشا، مزارع پرورش ماهیان سردابی دو هزار، مزارع پرورش ماهیان سردابی سه هزار، مراکز پرورش ماهی در آبندان‌ها (بابولات و..)، کارگاه کوزه‌گری سلیمان‌آباد سیاهگل چال، پایه‌های چوبی اسکله بندر تجاری درسبزه میدان، قلعه نوشا تنکابن، قلعه کتی تنکابن، قلعه هاله کله تنکابن، قلعه بهکله تنکابن، قلعه سیاورز خرم‌آباد تنکابن، قلعه رودپشت تنکابن، قلعه لشکرک تنکابن، قلعه هلوکله تنکابن، پل قلعه گردن تنکابن، قلعه تنکا تنکابن، موزهٔ مردم‌شناسی برسه (روستای برسه واقع در دوهزار)، بام تنکابن (فضای بالای دهستان قلعه گردن و آبشار فرهاد جوی که از چالوس تا رامسر را در دید رس قرار می‌دهد، تنکابن قدیم را می‌توان دید)

### قلعه تنکا (دژ گلیج)
در کنار رودخانه گلیجان یا «چشمه کیله» قلعه‌ای بنا شده است که پی آن از سنگ و ساروج است و بخش‌های بالای دژ از آجر و چوب «سر» ساخته شده است. چوب «سر» از چوب‌های سخت جنگلی است. دور قلعه را دیواری کشیده‌اند، از سنگ که یک دروازه کوچک برای عبور یک نفر دارد! گلیج، در گذشته منطقه بزرگی بود و فرمانروای گلیج را «گلیجان» یا «اسپهبد تنکابن» می‌گفتند که در این قلعه سکونت داشت. پیشینه این قلعه را تا زمان ساسانیان نوشته و گفته‌اند که در طول تاریخ ایستاده است و آسیب‌ها دیده است. در کنار قلعه، باغی از پرتقال است و مدرسه یی ساخته‌اند که دانسته یا ندانسته از سنگ و آجر قلعه کنده‌اند و در آن مدرسه بکار برده ند.

### قلعه دوم یا قلعه «گران»
در ضلع شرقی «چشمه کیله» بر بالای تپه ماهورهایی که از سلسله جبال البرز فاصله دارد، «قلعه گران» بنا شده است. دروازه بزرگی دارد از چوب و دو اتاق دیده‌بانی در دو طرف آن. به دلیل رونق این منطقه درگذشته که گذرگاه کاروان‌ها بود، ساختمان این قلعه نیز مثل «قلعه تنکا» بود که آثار آن باقی مانده است.

### قلعه کوتی
سومین قلعه از قلاع تنکابن، قلعه کوچکی است به نام قلعه «کوتی» که دروازه آمد و شد مردم بود. این قلعه در سمت غرب رودخانه چشمه «کیله» واقع شده است. قلعه «کوتی» در بالای تپه، یک چاه سنگ چین عمیق داشت که در عمق به یک راه زیرزمینی وصل می‌شد. راه پنهان که نگهبانان از آن رفت‌وآمد می‌کردند و به یک اتاق بزرگ ختم می‌شد. «کوتی دژ» مرکز راهداری بود که ۵۰ متر ارتفاع داشت و انبارهایی که درآمدهای مالیاتی در آن ذخیره می‌شد، مأموران راهداری در انتهای این تپه نگهبانی می‌دادند و از راه دور علامات نگهبانان قلعه گران را دریافت می‌کردند. آن‌ها راه‌ها را دیده‌بانی نیز می‌کردند و دشت سبز تنکابن را زیر نظر داشتند و به شکایت مردم می‌رسیدند و برای آن‌ها کارگشایی می‌کردند. از تونلی که در زیر قلعه «کوتی» به دستور اسپهبد گلیج کنده بودند، آب ویلهم رود به شرق خرم‌آباد تنکابن می‌رسید که هنوز هم به همان شکل دایر است.

### قلعه سفیدکوه
قلعه سفیدکوه در ارتفاع ۳۵۰۰ متری دریا درکوه‌های اشکور علیا قرار دارد و در دامنه غربی کوه، دشت وسیعی است. در نوک مخروطی قله، آتشگاهی بود که آثار آن هنوز باقی است و کم‌کم به زیارتگاه اسلامی تبدیل می‌شود که روزهای جمعه به ویژه در بهار و تابستان، مهاجرین و بومیان اشکور در آنجا مراسم مذهبی و قربانی اجرا می‌کنند و دو روز در آنجا می‌مانند و به روستاهایشان برمی گردند. در رأس مخروط، منطقه یی در ابعاد ۱۰*۴ متر تعبیه شده است و عمق آن دومتر است و مردم از آن به عنوان مسجد و استراحتگاه استفاده می‌کنند و بخش دیگری از بنا، آشپزخانه است. در بالاترین نقطه کوه چشمه یی است به نام «میانکوه»، در بخش جنوبی کوه، قبرستانی است با صدها قبر که اموات به سبک و شیوه زردشتیان دفن شده‌اند. نگهبانان قلعه، راه الموت، رودبار و خود اشکور علیا را تحت نظر داشتند.

### قلعه خشن چال
«خشن چال» قلعه کوچکی است در شمال شرقی، سفیدکوه که راه آن غیرقابل عبور است. بر اثر گسل زایی و فروریختن مسیر و اطراف آن، حتی شکارچی‌ها و کوهنوردان حرفه یی از آن به سختی عبور می‌کنند. آثار این قلعه تنها در نقطه یی از میانکوه با دوربین‌های چشمی دیده می‌شود. نگهبانان قلعه رفت‌وآمدهای طرف الموت را تحت نظر داشتند. یک نکته نانوشته و ناگفته نماند که تمام قلعه‌های تنکابن، روبه سوی غرب (ارومیه ـ آذربایجان غربی) است. به روایتی، زرتشت پیامبر در ارومیه متولد شده است. به همین دلیل، تمام قلعه‌های باستانی ایران روبه سوی ارومیه ساخته شده است.

### قلعه ذوات
در رأس یک کوه مثلثی شکل که یک ضلعش به رودخانه چالوس است و ضلع دیگرش به سردآبرود، جنگل است؛ و در آن جنگل دوبرج همانند که قسمت زیرین آن‌ها محوطهٔ است با یک راهرو و دالان به طول ده متر می‌گویند که درگذشته‌های دور انبار غله و برنج و کاه بوده در موقع خطر، آتش روشن می‌کردند و مردم را خبر می‌کردند که در آن جا پناه بگیرند. این برج و قلعه که سنگ و ساروجی است تا زمان علویان آمل رونق داشت. «زید علوی» از این قلعه دیدن کرد ومردم به استقبال او آمدند. اما جانشین او به دست امیر اسماعیل سامانی کشته شد.

### قلعه دختر
از دیگر قلعه‌های منطقه تنکابن، قلعه دختر است که روبروی قلعه «ذوات» است وهم سوی قلعه «بهرام در بسطام». هرسه قلعه بر انتهای کوه‌ها هستند و با افروختن آتش در قلعه‌ها، هرسه قلعه همدیگر را خبر می‌کردند. از قلعه دختر، آثار برج و باروهای سنگی و اتاق‌ها هنوز باقی است.

## اماکن مذهبی شهرستان تنکابن

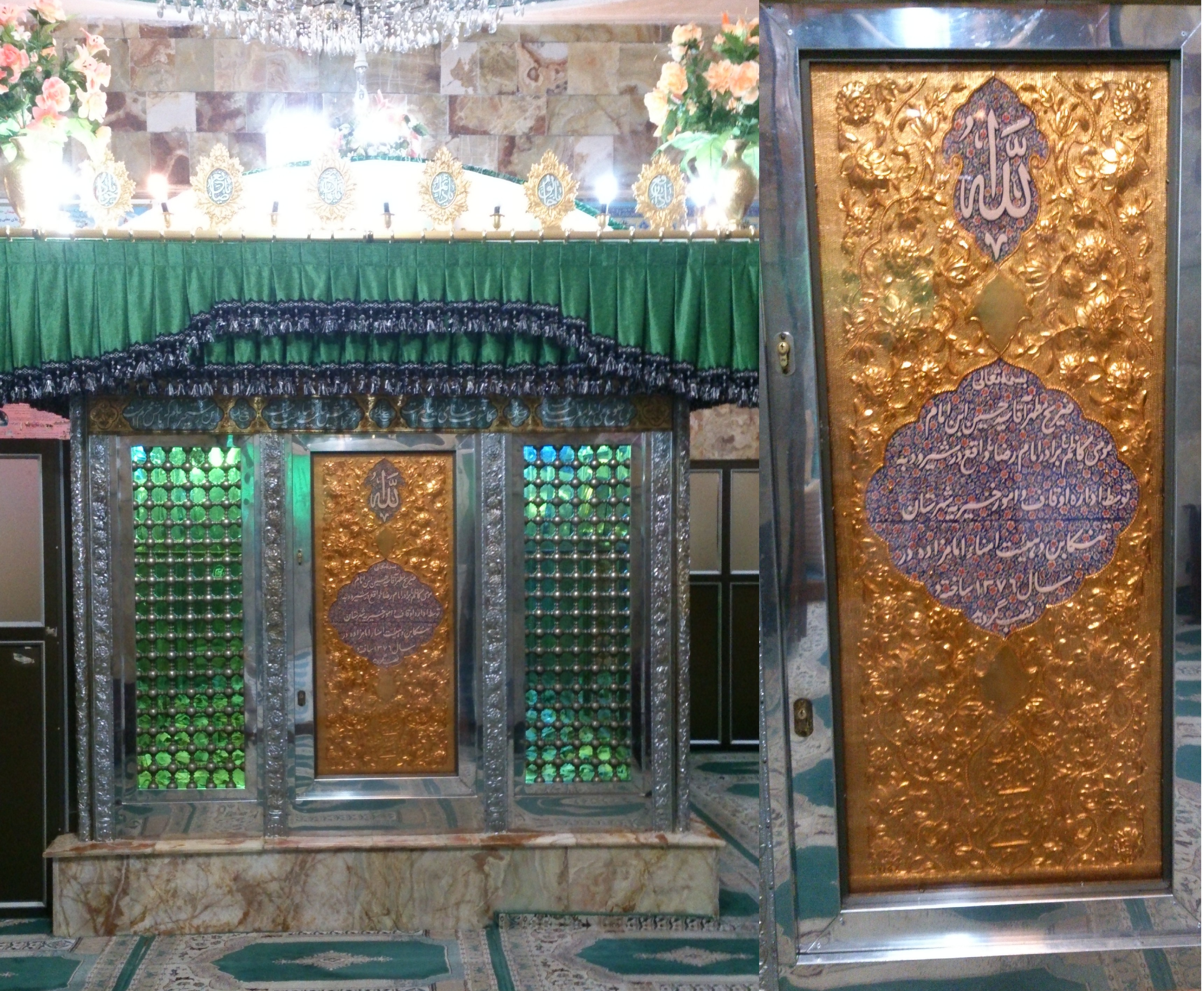
امامزاده سید حسین بن موسی الکاظم شیرود-تنکابن

امامزاده آقا میر شمس الدین روستای میرشمس الدین

امامزاده آقا شیر علی میان ناحیه خرم‌آباد

امامزاده سید محمد

این شهرستان مدفن چندین امامزاده از تبار امامان شیعه از جمله فرزندان امام موسی کاظم است.
- بقعه سیدحسین بن موسی الکاظم در شیرود (برادر رضا)
- بقعه آقامیرشمس الدین در روستای میرشمس الدین (از نوادگان موسی کاظم)
- بقعه آقاشیرعلی درمیان ناحیه خرم‌آباد
- امامزاده آقا سید حسین در روستای پلتکله
- امامزاده سید محمدطاهر در آبادی حاجی محله دهستان میرشمس الدین
- امامزاده قاسم در دوهزار
- امامزاده سید محمد در روستای واچک (سید عبدالحی ابن سید صدرالدین مرعشی
- بقعه سیدجلال در آبادی زَرَوج محله گلیجان
- امامزاده سید محمدآبادی فقیه محله گلیجان
- امامزاده سید قوام الدین کبود کلایه
- بقعه صالح بن علی
- بقعه سّید علی کیا در روستای رودپشت
- بقعه سیده زیبا خانم
- بقعه بی بی نورزاده خانم در مزردشت خرم‌آباد
- امامزاده درویش ماهرو تنکابن
- امامزاده سید ابوالحسن الموید بالله
- بقعه سید ابوجعفر ثائری ابیض تنکابن
- بقعه سیدحبیب اللّه
- بقعه سیدرضا در آبادی شیرود
- امامزاده سید قاسم در شیرود
- امامزاده برهان الدین سپهسالار در سه هزار
- امامزاده سید صادق در بالابند گلیجان
- بقعه دو برادران در آبادی کَچانَک در سه کیلومتری
- بقعه میرسبحان در آبادیِ تمیجانَک
- امامزادگان طاهر و مطهر در سیف کلایه
- امامزاده اوج بن علی پایین اشتوج
- امامزاده آقا میربخش رضا رودگر محله نشتا

و بیش از شصت امامزاده و بقعه دیگر را می‌توان نام برد.
کل بخش.

## اماکن اقامتی و توریستی شهر تنکابن
- پیاده راه ساحلی کریم آباد
- عمارت شهرداری
- پارک هنرمندان
- پارک مشاهیر
- باغ گیاه‌شناسی
- پیاده راه ساحلی ساحل طلایی
- پل طبیعت
- پیاده راه عطار شهریار (پشت شهرداری)
- کوچه کبابی‌ها
- دوشنبه بازار
- شیطان بازار
- کلوپ تفریحات دریایی سه راه آرین
- مجتمع سردار جنگل (واقع در سه هزار)
- هتل رستوران بهارستان (کریم آباد)
- مجتمع فرهنگی رشد
- مجتمع اقامتی چالدره (واقع در پارک جنگلی چالدره)
- هتل رستوران بهارستان (کریم آباد)
- مهمانپذیر ایران (خیابان جمهوری سبزه‌میدان)
- هتل صدرا (کریم آباد)
- هتل آوا (جنب چشمه کیله)
- هتل سیالان (دو هزار-دوراهی دریاسر)
- متل شایان (جنب چشمه کیله)
- مجتمع اقامتی و تفریحی سیمرغ (ولی آباد)
- سوئیت‌های اقامتی آیلار (ولی آباد)
- هتل آپارتمان پگاه (دو هزار-نرسیده به دوراهی دریاسر)
- هتل دنیا (تنکابن)
- هتل مروارید (تنکابن)
- هتل آپارتمان رادمهر (تنکابن-شیرود)
- خونه گلی (روستای چلاسر-تنکابن)
- معین (تنکابن-خرم‌آباد روستای گاو)
- هتل وازیک (واقع در نشتارود)
- هتل آرزو (جنب پمپ بنزین نشتارود نشتارود)
- هتل نجاتی (کیلومتر ۵ تنکابن به نشتارود)
- متل سویل (کیلومتر ۵ تنکابن به نشتارود)
- هتل و تالار ترافیک (نشتارود تنکابن)
- هتل ونوس (نشتارود تنکابن)
- مجتمع اقامتی گیسا (واقع در پایانه تنکابن)[۱۴۷]

## نگارخانه

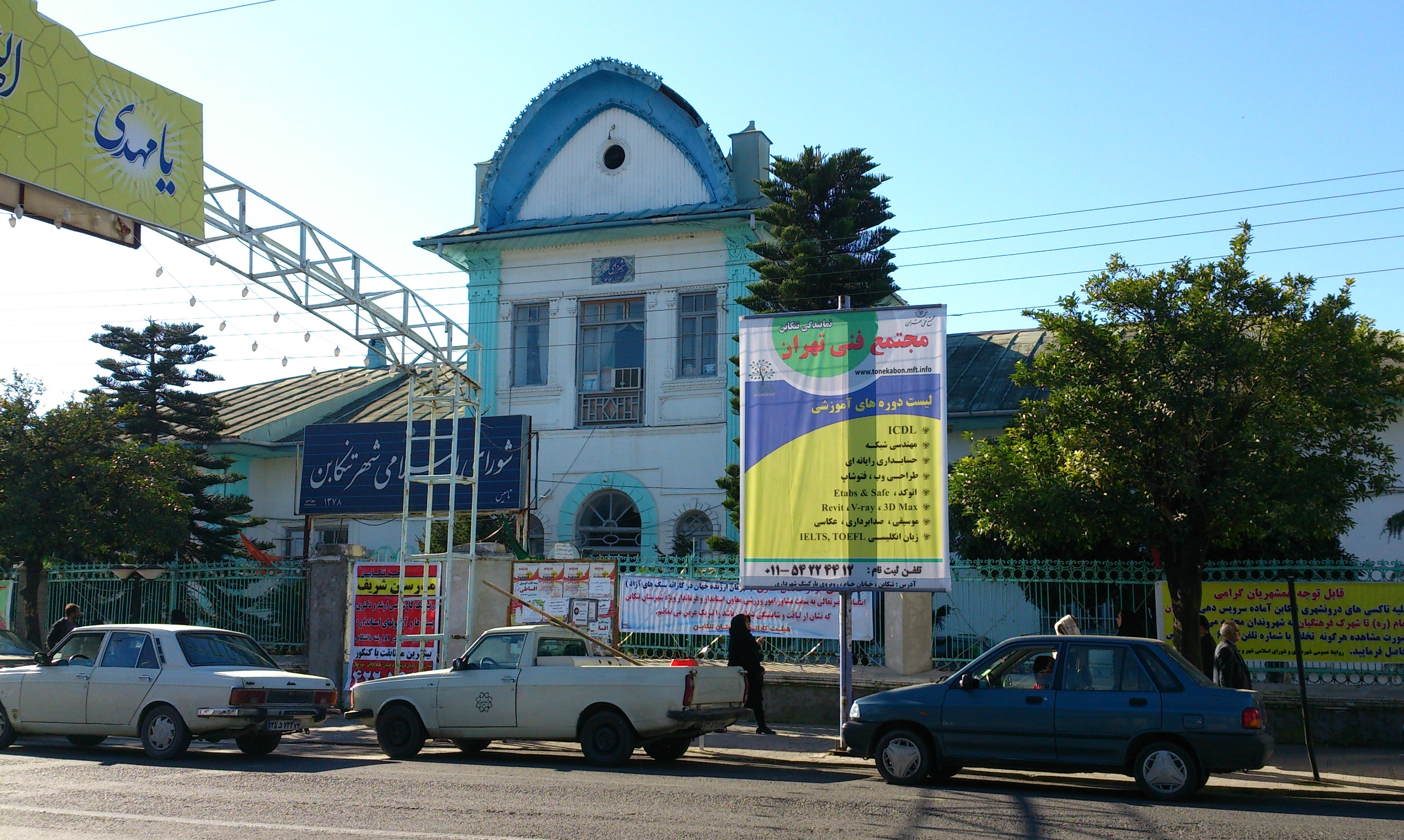
شهرداری تنکابن
خیابان شهربانی در قدیم
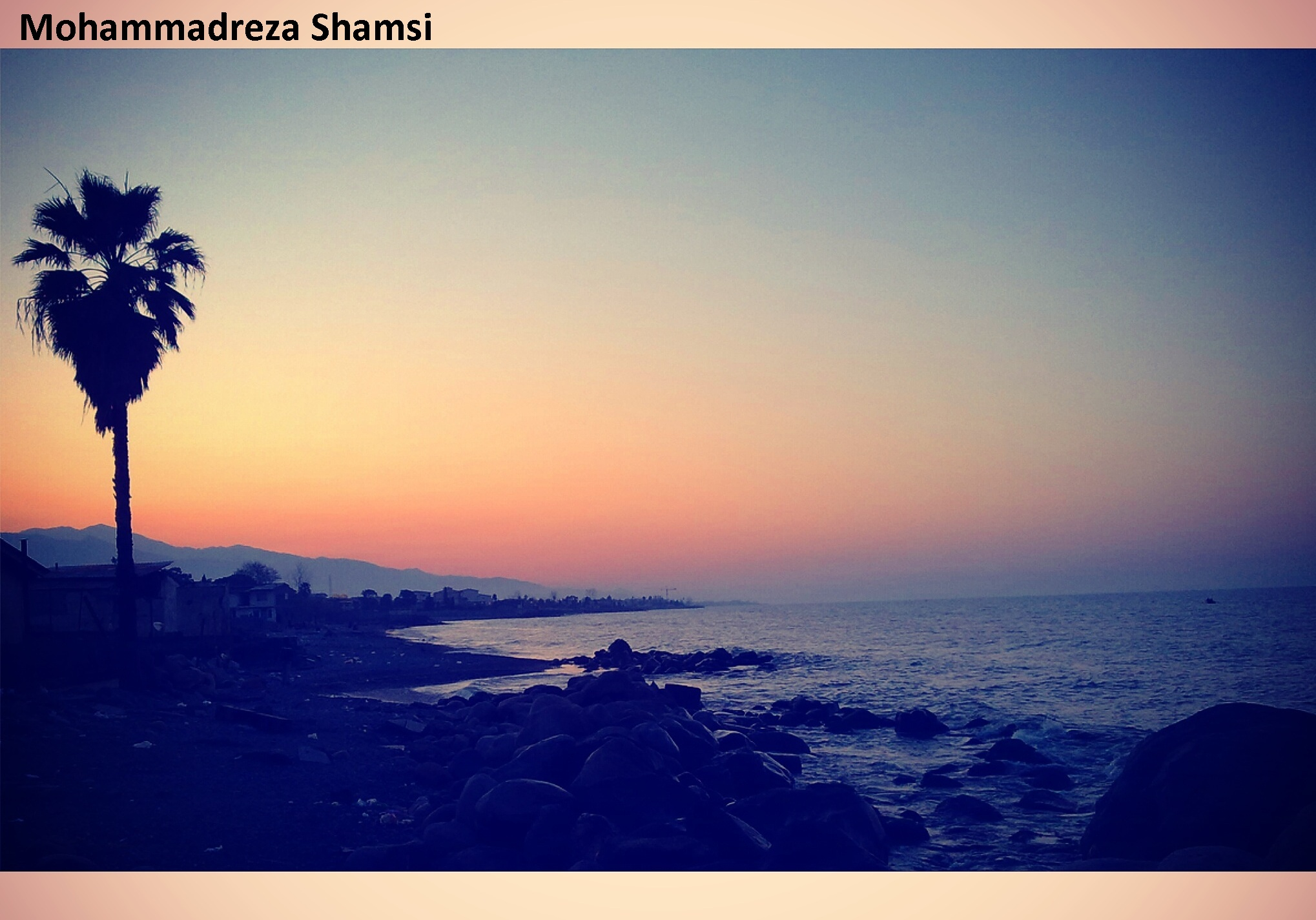
ساحل تنکابن،ولی آباد

### یادداشت
1. ↑  این منطقه عموماً به حد فاصل غربی رودخانه نمک‌آبرود و کلارآباد تا انتهای قاسم‌آباد و رودخانهٔ مرزی سیاهکلرود اطلاق می‌شد ولی از اوایل قاجاریه تا اواسط دورهٔ پهلوی و طبق تقسیمات کشوری، منطقه تنکابن از شهرستان املش تا انتهای شهرستان نوشهر امروزی را شامل می‌شد.
2. ↑  ناحیه‌ای وسیع در غرب مازندران بود.
3. ↑  ناحیه‌ای مستقل بین مازندران و گیلان بود.
4. ↑  از قرن هفتم هجری تا ابتدای سلطنت قاجاریان
5. ↑  سال ۵۴۳ خورشیدی - ۱۱۶۴ میلادی
6. ↑  سال ۷۶۶ خورشیدی - ۱۳۸۷ میلادی
7. ↑  سال ۸۶۳ خورشیدی - ۱۴۸۴ میلادی
8. ↑  سال ۷۴۶ قمری - ۱۳۴۵ میلادی
9. ↑  از رودخانه چالَکرود تا رود سرخانی
10. ↑  رامسر امروزی شامل سختسر، اشکور شرقی، جورده و چابکسر می‌شد که بخشی از منطقه تنکابن بودند.
11. ↑  چالَکرود تا نمک‌آبرود
12. ↑  همان نمک آبرود

### یادکردها
1. ↑  «محمد ابراهیم لاریجانی شهردار تنکابن شد».
2. ↑  «تعداد خانوار و جمعیت به تفکیک تقسیمات کشوری بر اساس سرشماری عمومی نفوس و مسکن سال ۱۳۹۵». مرکز آمار ایران.
3. ↑  «پایتخت مرکبات کشور کجاست؟ + تصاویر». باشگاه خبرنگاران جوان. ۰۱ شهریور ۱۳۹۸. تاریخ وارد شده در |تاریخ= را بررسی کنید (کمک)
4. ↑  «تعداد خانوار و جمعیت به تفکیک تقسیمات کشوری بر اساس سرشماری عمومی نفوس و مسکن سال ۱۳۹۵». مرکز آمار ایران.
5. ↑  «تنکابن؛ رخی از گردشگری ایران». اصفهان زیبا. دریافت‌شده در ۱۴۰۳-۱۰-۰۶.
6. ↑  تنکابن، کلار، کجور
7. ↑  علی اصغر یوسفی‌نیا، لنگا، ۲۶.
8. ↑  علی اصغر یوسفی‌نیا، لنگا، ۲۵–۲۶.
9. ↑  ستوده، منوچهر. از آستارا تا استرآباد.
10. ↑  «تنکابن». مرکز دائرةالمعارف بزرگ اسلامی. دریافت‌شده در ۲۰۱۷-۰۷-۰۷.
11. ↑  نصری اشرافی، جهانگیر (۱۳۷۷). واژه‌نامه بزرگ تبری. به کوشش حسین صمدی، سید کاظم مداح، کریم الله قائمی، علی اصغر یوسفی نیا، محمود داوودی درزی، محمد حسن شکوری، عسکری آقاجانیان میری، جهانگیر نصری اشرفی، ابوالحسن واعظی، ناصر یداللهی، جمشید قائمی، فرهاد صابر و ناعمه پازوکی. تهران: اندیشه پرداز و خانه سبز. ص. صفحه ۳۱ جلد اول. شابک ۹۶۴۹۱۱۳۱۵۰.
12. ↑  «تنکابن؛ رخی از گردشگری ایران». اصفهان زیبا. دریافت‌شده در ۱۴۰۳-۱۰-۰۶.
13. ↑  نصری اشرفی، جهانگیر (۱۳۹۹).  جعفر شجاع کیوانی، ویراستار. دانشنامهٔ تبرستان و مازندران جلد سوم. نشرنی = ۹۰.
14. ↑  محمد بن حسن اولیاءالله، تاریخ رویان، ج۱، ص۱۴۷
15. ↑  مولانا اولیاء اللّه آملی، تاریخ رویان
16. ↑  ظهیرالدین بن نصیرالدین مرعشی، تاریخ گیلان و دیلمستان، ص ۸۷–۸۸
17. ↑  علی اصغر یوسفی‌نیا، لنگا، ۲۷–۲۶.
18. ↑  ظهیرالدین بن نصیرالدین مرعشی، تاریخ گیلان و دیلمستان، ص ۴۵۳–۴۵۴
19. ↑  علی اصغر یوسفی‌نیا، لنگا، ۲۶.
20. ↑  ظهیرالدین بن نصیرالدین مرعشی، تاریخ گیلان و دیلمستان، ج۱، ص۲۷–۲۸
21. ↑  (ظاهراً نزدیک قلعه گردن کنونی رجوع کنید به محمود پاینده، خونینه‌های تاریخ دارالمرز: گیلان و مازندران، ج۱، ص۱۳۵)
22. ↑  محمدبن حسن اولیاءالله، تاریخ رویان، ج۱، ص۱۴۷
23. ↑  سفرنامه مازندران و استرآباد، ص۱۳۲، ظهیر الدین بن نصیر الدین مرعشی
24. ↑  علامه، «فصل یکم»، تاریخ جامع تنکابن، ۱.
25. ↑  (ص ۲۳۱، یادداشتها و حواشی)
26. ↑  علی اصغریوسفی نیا، تاریخ تنکابن، ۱۸.
27. ↑  عمادی، اسدالله (۱۳۷۲). بازخوانی تاریخ مازندران. نشر فرهنگ خانه مازندران. ص. ۳۷.
28. ↑  احمد کسروی (۱۳۵۶)، «نام‌های شهرها و دیه‌های ایران (دفتر یکم)»، کاروند کسروی: مجموعه ۷۸ رساله و گفتار از احمد کسروی، به کوشش یحیی ذکاء.، شرکت سهامی کتاب‌های جیبی، ص. ۲۸۴
29. ↑  مارکوارت، یوزف (۱۳۷۳). ایرانشهر بر مبنای جغرافیای موسی خورنی. ترجمهٔ مریم میر احمدی. تهران انتشارات اطلاعات. ص. ۲۴۵.
30. ↑  پیرنیا، حسن (۱۳۹۱). تاریخ ایران باستان جلد دوم. انتشارات نگاه. ص. ۱۳۴۷.
31. ↑  مارکوارت، یوزف (۱۳۷۳). ایرانشهر بر مبنای جغرافیای موسی خورنی. ترجمهٔ مریم میر احمدی. تهران انتشارات اطلاعات. ص. ۲۴۵.
32. ↑  پیرنیا، حسن (۱۳۹۱). تاریخ ایران باستان جلد دوم. انتشارات نگاه. ص. ۱۳۴۷.
33. ↑  "Dictionary of Greek and Roman Geography, illustrated by numerous engravings on wood. William Smith, LLD. London. Walton and Maberly, Upper Gower Street and Ivy Lane, Paternoster Row; John Murray, Albemarle Street. 1854. ,TAPU´RI". www.perseus.tufts.edu. Retrieved 2021-02-04.
34. ↑  پیرنیا، حسن (۱۳۹۱). تاریخ ایران باستان جلد دوم. انتشارات نگاه. ص. ۱۳۴۵.
35. ↑  حسن پیرنیا، تاریخ ایران باستان، ج2، انتشارات نگاه، 1391، ج 2، ص 1344
36. ↑  حسن پیرنیا، تاریخ ایران باستان، ج2، انتشارات نگاه، 1391، ج 2، ص 1344
37. ↑  حسن پیرنیا، تاریخ ایران باستان، ج2، انتشارات نگاه، 1391، ج 2، ص 1345
38. ↑  Alexsander dimissed Mardians and appointed as their satrap Autophradates also made satrap of the Tapurians. anabasis of alexsander. ariian (24.2.5)
39. ↑  حسن پیرنیا، تاریخ ایران باستان، ج2، انتشارات نگاه، 1391، ج 2، ص 1346
40. ↑  م. م. دیاکونوف، ترجمه کریم کشاورز، اشکانیان، انتشارات پیام، 1351، ص 10
41. ↑  کالج، ماکوم (۱۳۵۷). پارتیان. ترجمهٔ رجب نیا، مسعود. انتشارات سحر. ص. ۲۴–۲۵.
42. ↑  آقاجانی الیزه، هاشم (۱۳۹۲). «خاستگاه تپوریها تا تشکیل شهربی تبرستان» (PDF). ۸ (۳۱): ۷–۸.
43. ↑  http://www.iranicaonline.org/articles/kalarestaq-1
44. ↑  علی اصغر یوسفی نیا، لنگا، ۲۴.
45. ↑  ابن اسفندیار، کتاب تاریخ طبرستان، ۱۵–۴۱.
46. ↑  علی اصغر یوسفی نیا، لنگا، ۲۴.
47. ↑  مارکوارت، یوزف (۱۳۷۳). ایرانشهر بر مبنای جغرافیای موسی خورنی. انتشارات اطلاعات. ص. ۲۵۵.
48. ↑  مهاجری نژاد، عبدالرضا؛ کریمیان، حسن (۱۳۹۶). «سازمان فضایی و گاهنگاری شهر ناتل با اتکاء به منابع تاریخی و شواهد باستان شناسانه». پژوهش‌های باستان‌شناسی ایران (نامه باستان‌شناسی). ۷ (۱۲): ۲۴۷–۲۴۸.
49. ↑  منوچهر ستوده، تاریخ رویان، ۱۲.
50. ↑  امیرخانی، محمدباقر (۱۳۴۰). «تاریخ مازندران و فرمانروایان آن سامان». دانشکده ادبیات و علوم انسانی دانشگاه تبریز 1340 (۵۹): ۴۹۳.
51. ↑  علی اصغر یوسفی نیا، لنگا، ۲۶–۲۵.
52. ↑  علی اصغر یوسفی نیا، لنگا، ۲۶.
53. ↑  اولیاالله آملی، مولانا (١٣٤٨). تاریخ رویان. به کوشش منوچهر ستوده. تهران: انتشارات بنیاد فرهنگ ایران. ص. صفحه ۲۵۷ فهرست‌ها.
54. ↑  اولیاالله آملی، مولانا (١٣٤٨). تاریخ رویان. به کوشش منوچهر ستوده. تهران: انتشارات بنیاد فرهنگ ایران. ص. صفحه ۲۱.
55. ↑  اولیاالله آملی، مولانا (١٣٤٨). تاریخ رویان. ج. صفحه ۱۲۰. به کوشش به تصحیح منوچهر ستوده. انتشارات بنیاد فرهنگ ایران.
56. ↑  گیلانی، ملاشیخعلی (١٣۵٢). تاریخ مازندران. به کوشش بتصحیح و تحشیه منوچهر ستوده. تهران: انتشارات بنیاد فرهنگ ایران. ص. صفحه ۲۹.
57. ↑  مرعشی، «دیباچه»، تاریخ طبرستان و رویان و مازندران، ۱۱۰–۱۱۱.
58. ↑  مرعشی، تاریخ طبرستان و رویان و مازندران، ۲۴۲.
59. ↑  مرعشی، «دیباچه»، تاریخ طبرستان و رویان و مازندران، ۱۱۱–۱۱۲.
60. ↑  مرعشی، «دیباچه»، تاریخ طبرستان و رویان و مازندران، ۱۱۲.
61. 1 2  (مازندران در تاریخ، حسین اسلامی، پژوهشکده فرهنگ ساری‌شناسی،1390، جلد اول، ص 143-شابک 9786001001789)
62. 1 2  (کتاب حدودالعالم المشرق الی امغرب، تألیف 372 ه‍. ق، نویسنده:نا معلوم، به کوشش دکتر منوچهر ستوده، زبان وفرهنگ ایران، تهران،1362، ص 148)
63. ↑  (مازندران در تاریخ، حسین اسلامی، پژوهشکده فرهنگ ساری‌شناسی،1390، جلد اول، ص 182-شابک 9786001001789)
64. ↑  (شهریاران گمنام، احمد کسروی، تهران، میرکبیر،1357)
65. ↑  ابن اسفندیار، تاریخ طبرستان، 116.
66. ↑  ظهیرالدین مرعشی با مقدمه دکتر مشکور و به کوشش تسبیحی، تاریخ طبرستان، رویان و مازندران (معجم البلدان- طبع اروپا- ج3- ص 502).
67. ↑  گای لسترنج، جغرافیای تاریخی سرزمین‌های خلافت شرقی، 394.
68. ↑  ابن اسفندیار، تاریخ طبرستان، 56.
69. ↑  (مرعشی، ۱۳۴۷ ش، همان‌جا)
70. ↑  (همان، ص ۸۷–۸۸)
71. ↑  (همان، ص ۹۶)
72. ↑  (ج ۳، ص ۵۲۵)
73. ↑  (۱۳۶۳ ش، ص ۴۷۰–۴۷۱)
74. ↑  (همو، ۱۳۴۷ش، ص ۱۴۷–۱۴۸)
75. ↑  (ص ۱۵۵–۱۵۶)
76. ↑  (۱۳۴۷ ش، ص ۴۵۰)
77. ↑  (ح ۹۰۵–۱۱۳۵)
78. ↑  (حک: ۹۳۰–۹۸۴)
79. ↑  (روژکی رجوع کنید به بدلیسی *، شرف الدین)
80. ↑  (ج ۱، ص ۱۴۱)
81. ↑  (حک: ۱۰۰۴ و ۱۰۳۸)
82. 1 2  (ص ۲۱۰–۲۱۱)
83. ↑  (ص ۲۴)
84. ↑  (ص ۵۸)
85. 1 2  (رابینو، ص ۲۳۲، به نقل از گلمن)
86. 1 2  (یوسفی نیا، ص ۳۱۶، ۳۲۶–۳۲۷)
87. ↑  (حک: ۱۲۱۰–۱۲۱۱)
88. ↑  (همان، ص ۳۲۵–۳۲۹)
89. ↑  (ص ۱۹۲)
90. ↑  اسناد خاندان خلعتبری (شهسوار (تنکابن) - ایران)-منوچهر ستوده، مجتبی رضوانی، ص ۱۸
91. ↑  اسناد خاندان خلعتبری (شهسوار (تنکابن) - ایران)-منوچهر ستوده، مجتبی رضوانی، ص ۱۸
92. ↑  اسناد خاندان خلعتبری (شهسوار (تنکابن) - ایران)-منوچهر ستوده، مجتبی رضوانی، ص ۱۸
93. ↑  اسناد خاندان خلعتبری (شهسوار (تنکابن) - ایران)-منوچهر ستوده، مجتبی رضوانی، ص ۱۹
94. ↑  (مکنزی، ص ۵۱–۵۳؛ ملگونوف، ص ۱۴۱–۱۴۳؛ نیز رجوع کنید به همان، ص ۱۶۸–۱۶۹؛ میرزاابراهیم، ص ۱۴۸–۱۴۹)
95. ↑  (ج ۱، ص ۸۱۰–۸۱۳)
96. ↑  (ج ۱، ص ۱۹۲، ۲۰۳، ۲۴۱، ۲۵۶، ۲۷۲)
97. ↑  (معصوم علیشاه، ج ۳، ص ۶۱۸، ۶۲۱)
98. ↑  (یوسفی نیا، ص ۳۲۵–۳۲۶، ۴۲۰)
99. ↑  (ناظم الاسلام کرمانی، بخش ۲، ج ۴، ص ۶۸–۶۹)
100. ↑  (ص ۵۰–۵۴)
101. ↑  (ص ۳۵۱)
102. ↑  بوهلر، موسیو (١٣۵٧). سفرنامه و جغرافیای گیلان و مازندران. لاهیجان: انتشارات گیل لاهیجان. ص. صفحه ۳۶.
103. ↑  (ج ۲، ص ۳۰۱، ج ۳، ص ۴۵۷–۴۵۸)
104. ↑  تنکابن
105. ↑  «تعداد خانوار و جمعیت به تفکیک تقسیمات کشوری بر اساس سرشماری عمومی نفوس و مسکن سال ۱۳۹۵». amar.org.ir. مرکز آمار ایران.
106. ↑  پناهی، تاریخ و جغرافیای تاریخی دیلم خاصه، ۵۹.
107. ↑  پناهی، تاریخ و جغرافیای تاریخی دیلم خاصه، ۶۱.
108. ↑  پناهی، تاریخ و جغرافیای تاریخی دیلم خاصه، ۱۷۸.
109. ↑  منوچهر ستوده، از آستارا تا استارباد، ج 3، تهران:سلسله انتشارات انجمن آثار ملی، 1355، ص 22
110. ↑  امین نعیمایی عالی، مقدمه ای بر تاریخ اقوام، طوایف و خاندان‌های کلارستاق (چالوس و کلاردشت) و تاریخ خاندان میار، ۲۶.
111. ↑  سفرنامه…، 97؛ نیز نک: ملکونف، 100؛ رابینو، 37228
112. ↑  یوسفی‌نیا، علی‌اصغر، تاریخ تنکابن، چاپ اول، ۱۳۷۰ ص ۳۱۵
113. ↑  پناهی، تاریخ و جغرافیای تاریخی دیلم خاصه، ۶۲.
114. ↑  کتاب تاریخ تنكابن يوسفی نیا صفحات ۳۴ و ۳۵
115. ↑  پناهی، تاریخ و جغرافیای تاریخی دیلم خاصه، ۸۰.
116. ↑  پناهی، تاریخ و جغرافیای تاریخی دیلم خاصه، ۶۳.
117. ↑  پناهی، تاریخ و جغرافیای تاریخی دیلم خاصه، ۶۴.
118. ↑  پناهی، تاریخ و جغرافیای تاریخی دیلم خاصه، ۶۶.
119. ↑  پناهی، تاریخ و جغرافیای تاریخی دیلم خاصه، ۶۷.
120. ↑  امین نعیمایی عالی، مقدمه ای بر تاریخ اقوام، طوایف و خاندان‌های کلارستاق (چالوس و کلاردشت) و تاریخ خاندان میار، ۲۶.
121. ↑  امین نعیمایی عالی، مقدمه ای بر تاریخ اقوام، طوایف و خاندان‌های کلارستاق (چالوس و کلاردشت) و تاریخ خاندان میار، ۲۶.
122. ↑  الگو:خاندان‌ها و طوایف رویان
123. ↑  امین نعیمایی عالی، مقدمه ای بر تاریخ اقوام، طوایف و خاندان‌های کلارستاق (چالوس و کلاردشت) و تاریخ خاندان میار، ۲۶.
124. ↑  یوسفی‌نیا، علی‌اصغر، تاریخ تنکابن، چاپ اول، ۱۳۷۰ ص ۳۱۵
125. ↑  پناهی، تاریخ و جغرافیای تاریخی دیلم خاصه، ۷۰.
126. ↑  پناهی، تاریخ و جغرافیای تاریخی دیلم خاصه، ۶۹.
127. ↑  پناهی، تاریخ و جغرافیای تاریخی دیلم خاصه، ۶۹.
128. ↑  ستوده، منوچهر (۱۳۸۸). اسناد خاندان خلعتبری. قم: مجتمع ذخایر اسلامی-قم. ص. ۱۷. شابک ۹۷۸۹۶۴۹۸۸۱۲۵۶.
129. ↑  پناهی، تاریخ و جغرافیای تاریخی دیلم خاصه، ۱۷۲.
130. ↑  پناهی، تاریخ و جغرافیای تاریخی دیلم خاصه، ۷۱.
131. ↑  اشمیت، رودیگر (١٣٨٢). راهنمای زبان‌های ایرانی. به کوشش ترجمه زیر نظر حسن رضایی باغ بیدی. تهران: انتشارات ققنوس. ص. صفحه ۴۹۰ جلد دوم. شابک ۹۶۴-۳۱۱-۴۸۸-۰.
132. ↑  نصری اشرافی، جهانگیر (۱۳۷۷). واژه‌نامه بزرگ تبری. به کوشش حسین صمدی، سید کاظم مداح، کریم الله قائمی، علی اصغر یوسفی نیا، محمود داوودی درزی، محمد حسن شکوری، عسکری آقاجانیان میری، جهانگیر نصری اشرفی، ابوالحسن واعظی، ناصر یداللهی، جمشید قائمی، فرهاد صابر و ناعمه پازوکی. تهران: اندیشه پرداز و خانه سبز. ص. صفحه ۳۱ جلد اول. شابک ۹۶۴۹۱۱۳۱۵۰.
133. ↑  «تنکابن». دانشنامه جهان اسلام. دریافت‌شده در ۲۰۱۷-۰۷-۰۷.
134. ↑  «آشنایی با گویش‌های گیلانی». همشهری آنلاین.
135. 1 2  رنجبر، محمود؛ رادمرد، رقیه (۱۳۸۲). بررسی و توصیف گویش گالشی. رشت: انتشارات گیلکان. شابک ۹۷۸۹۶۴۹۳۳۷۲۳۴.
136. ↑  اشمیت، رودیگر (١٣٨٢). راهنمای زبان‌های ایرانی. به کوشش ترجمه زیر نظر حسن رضایی باغ بیدی. تهران: انتشارات ققنوس. ص. صفحه ۴۹۰ جلد دوم. شابک ۹۶۴-۳۱۱-۴۸۸-۰.
137. ↑  http://www.iranicaonline.org/articles/gilan-x
138. ↑  Windfuhr, G. (2013). The Iranian Languages. Routledge Language Family Series (به انگلیسی). Taylor & Francis. p. 14. Retrieved 2022-02-02.‏
139. ↑  (وبگاه صنایع و معادن استان مازندران)
140. ↑  علامه، «فصل یکم»، تاریخ جامع تنکابن، ۶۰–۶۲.
141. 1 2 3 4 5  (قلعه‌های باستانی تنکابن، دکتر عباس پناهی، شابک5-38-5335-600-978)
142. ↑  پناهی، قلعه‌های باستانی تنکابن تاریخی، ۱۳۶.
143. ↑  پناهی، قلعه‌های باستانی تنکابن تاریخی، ۱۴۹.
144. ↑  (اداره اوقاف شهرستان تنکابن)
145. ↑  (پایگاه اطلاع‌رسانی راسخون-اماکن متبرکه استان مازندران)
146. ↑  علامه، «فصل یکم»، تاریخ جامع تنکابن، ۴۹–۶۰.
147. ↑  (اطلاع‌رسانی شهری تنکابن)